# E. T. A. Hoffmann

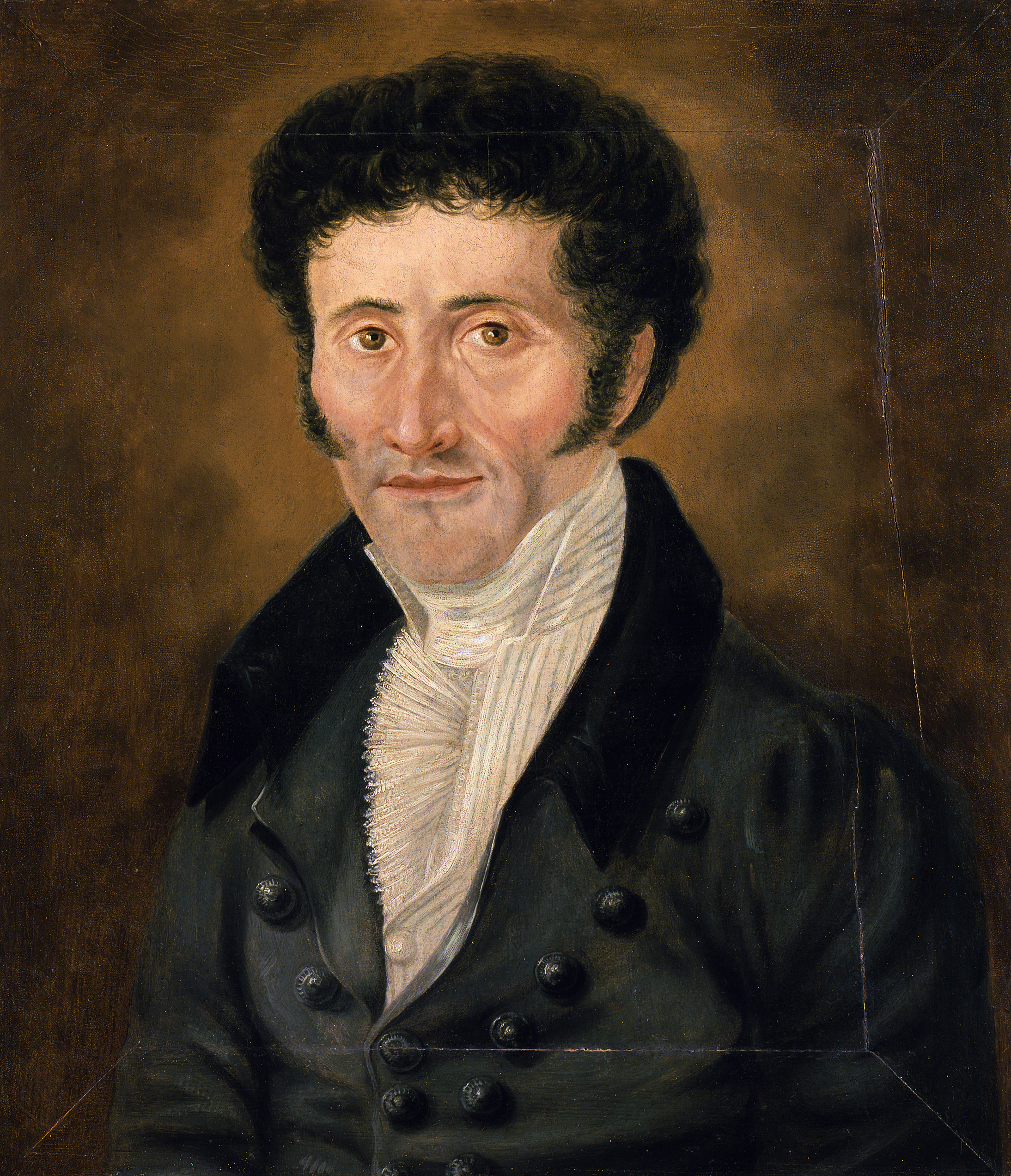
E. T. A. Hoffmann, Öl, anonym. Früher als Selbstporträt interpretiert (Alte Nationalgalerie, Berlin)

E. T. A. Hoffmann (für Ernst Theodor Amadeus Hoffmann, eigentlich Ernst Theodor Wilhelm Hoffmann; * 24. Januar 1776 in Königsberg, Ostpreußen; † 25. Juni 1822 in Berlin) war ein bedeutender deutscher Schriftsteller der Romantik. Außerdem wirkte er als Jurist, Komponist, Kapellmeister, Musikkritiker, Zeichner und Karikaturist.
Hoffmann gilt mit seiner Novellistik zeitlich nach Goethe und bis zum Durchbruch der Werke Kafkas nach 1945 als der einflussreichste deutschsprachige Erzähler. Ausgehend von den Gespenstergeschichten des 18. Jahrhunderts, der englischen Schauerliteratur und frühromantischen Märchen, beeinflussten seine Novellen und Erzählungen die Prosa zahlreicher bedeutender Autoren aus der russischen, französischen, US-amerikanischen und spanischen Literatur.
Seine Werke dienten als Vorlagen für Opern. Neben Robert Schumann war er der wirkmächtigste Musikkritiker der deutschen Romantik.

## Leben

### Herkunft und Jugend

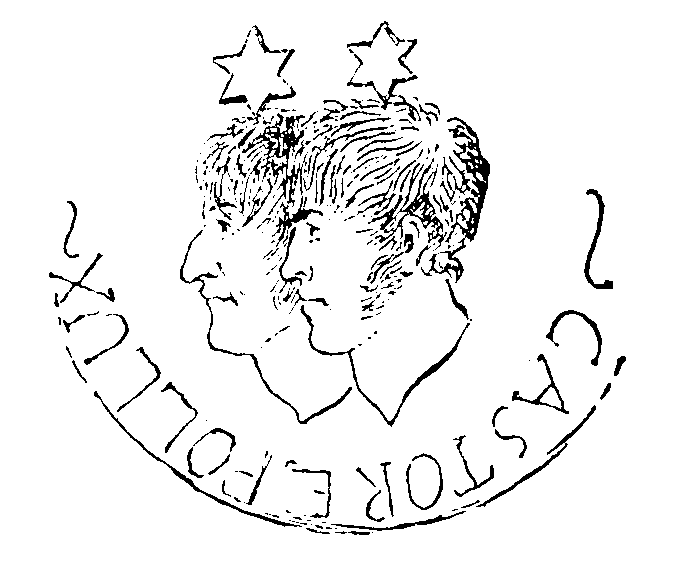
Hoffmann und Theodor Gottlieb Hippel als „Castor e Pollux“, Federzeichnung Hoffmanns, 1803

Ernst Theodor Wilhelm Hoffmann wurde am 24. Januar 1776 in Königsberg als jüngster Sohn des Hofgerichtsadvokaten Christoph Ludwig Hoffmann (1736–1797) und dessen Cousine Lovisa Albertina Doerffer (1748–1796, Heirat 1767) geboren und wie seine beiden älteren Brüder evangelisch-lutherisch getauft. Als sich bereits 1778 die Eltern trennten, blieb sein Bruder Johann Ludwig (1768 bis nach 1822) beim Vater, der nach Insterburg zog, und Ernst Theodor zog mit seiner Mutter zurück in ihr Elternhaus nach Königsberg. Ernst Hoffmann, wie er genannt wurde, kannte deshalb seinen Vater kaum und hatte auch zu seinem älteren Bruder kaum Kontakt. Der dritte Bruder Carl Wilhelm Philipp (* 1773) starb noch als Kind. Im Elternhaus der Mutter lebte Hoffmann unter anderem mit seiner Großmutter mütterlicherseits Lovisa Sophia Doerffer, einer Witwe, zwei Tanten (Johanna Sophia und Charlotte Wilhelmine Doerffer) und einem Onkel (Otto Wilhelm Doerffer), welche jeweils unverheiratet waren. Die dominierende Persönlichkeit im Haushalt war die Großmutter. Der Onkel, der wegen Unfähigkeit im Justizdienst frühpensioniert worden war, war ein pedantischer Müßiggänger und für Hoffmann Gegenstand des Spotts (O-weh-Onkel). Die Erziehung ihres Sohnes konnte Luise Albertine nicht ausreichend erfüllen, weshalb ihre Schwester Johanna Sophia sich verstärkt um das Kind zu kümmern hatte. Zu seiner psychisch anfälligen Mutter hatte er anscheinend keine engere Bindung. Im selben Haus lebte eine Zeitlang auch der spätere Dichter und Priester Zacharias Werner mit seiner Mutter, wodurch Hoffmann und Werner hier einander kennenlernten. 1796 verstarb Hoffmanns Mutter, ein Jahr später auch sein Vater.
Ab 1782 besuchte Hoffmann die Burgschule in Königsberg, wo er sich 1786 mit seinem Klassenkameraden Theodor Gottlieb Hippel (1775–1843) anfreundete.

#### Studium und Verlobung
Der sechzehnjährige Hoffmann begann 1792 aus familiärer Tradition das Studium der Rechte an der Albertus-Universität Königsberg, ebenso wie sein Freund Hippel. Der zur gleichen Zeit an der Universität lehrende Philosoph Immanuel Kant übte auf Hoffmann selbst keinen größeren Einfluss aus. Seine wichtigsten Lehrer waren die sich zum Werke Kants bekennenden Professoren Daniel Christoph Reidenitz und Theodor Schmalz. 1795 legte er das erste juristische Staatsexamen ab und wurde Referendar (Auskultator) am Obergericht in Königsberg. Nebenbei widmete er sich dem Schreiben, dem Musizieren und dem Zeichnen. Weder von seinen musikalischen noch von seinen literarischen Arbeiten aus dieser Zeit ist etwas erhalten. Er hatte eine Vorliebe für Mozart, musizierte und erhielt eine Ausbildung beim Organisten und Bach-Anhänger Christian Podbielski. Aus dieser Zeit sind eine Reihe von Briefen an seinen Freund Hippel erhalten, die Einblick in sein damaliges persönliches Leben erlauben. Hoffmann gab Musikunterricht, unter anderem einer Schülerin namens Dora Hatt. Sie war neun Jahre älter als er, verheiratet, hatte bereits fünf Kinder und war in ihrer Ehe unglücklich. Nach dem allerdings literarisch stilisierten Briefwechsel mit Hippel verliebte sich Hoffmann „unsterblich“, wagte es aber erst 1794, sich damit seinem Freund Hippel anzuvertrauen. Dieser riet von einer Beziehung ab. 1796 – Dora hatte mittlerweile ihr sechstes Kind geboren – geriet Hoffmann mit dem Ehemann in einen öffentlichen Streit und ließ sich infolgedessen an die Oberamtsregierung in Glogau versetzen, wo er bei seinem Patenonkel Johann Ludwig Doerffer wohnte. 1798 verlobte er sich dort mit seiner Cousine Wilhelmine „Minna“ Doerffer.
Am 20. Juni 1798 bestand Hoffmann sein zweites Staatsexamen mit der Note „vorzüglich“. Diese Leistung öffnete ihm den Zugang zu einem Referendariat am Ort seiner Wahl. So ging er an das Kammergericht nach Berlin, zumal sein Onkel Doerffer zusammen mit dessen Tochter, Hoffmanns Verlobter Minna, von Berufs wegen (er wurde Geheimer Obertribunalsrat) dorthin zog und ihn mitnahm. Im August 1798 unternahm er eine erste größere Ferienreise ins Riesengebirge, nach Böhmen und Sachsen, wo ihn in Dresden die Gemäldegalerie stark beeindruckte. Theaterbesuche sowie Versuche an der Komposition von Singspielen (er nahm Unterricht bei dem Komponisten Johann Friedrich Reichardt und komponierte das Singspiel Die Maske, die erste größere Komposition Hoffmanns, die erhalten ist) nahmen Hoffmann in Berlin gefangen, sodass er seine dritte Staatsprüfung, das Assessorexamen, erst am 27. März 1800 ablegte, auch dieses Mal mit der Note „vorzüglich“. Bei seinem ersten Berliner Aufenthalt lernte er auch Jean Paul kennen. Über Beziehungen zu den Kreisen der Frühromantik in Berlin ist nichts bekannt.

#### Hoffmann und die Romantik

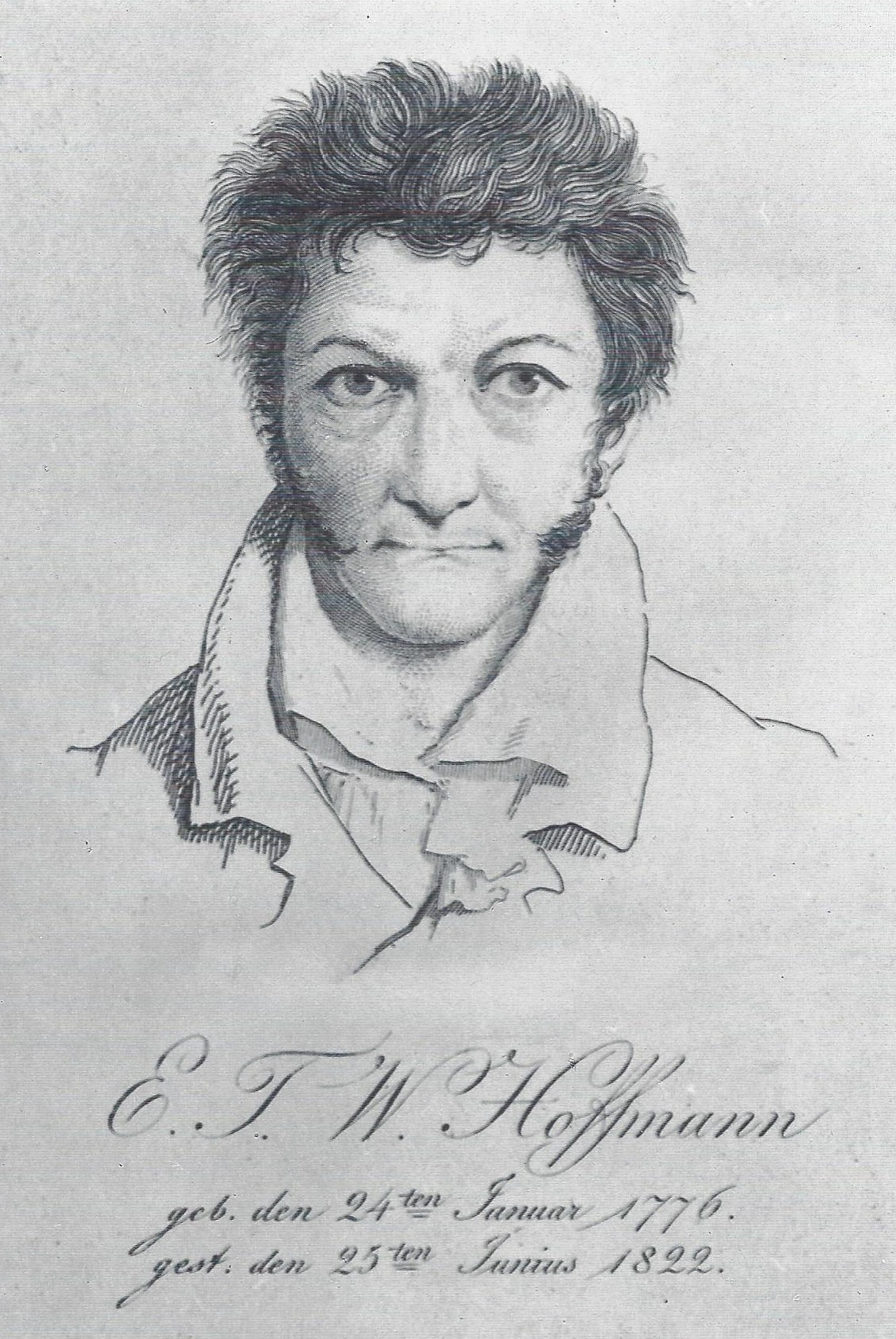
Stich nach dem Selbstporträt, um 1800

Der Geist der vorromantischen Zeit des Sturm und Drangs mit dem Aufkeimen einer ungezähmten Literaturbegeisterung in Deutschland wirkte auf die gesamte Romantik und damit auch auf den jungen Hoffmann. Hoffmann gehörte zwar nicht direkt zum Kreis der Frühromantiker in Jena, der sich um die Brüder Friedrich und August Wilhelm Schlegel und deren Zeitschrift Athenäum scharte, zu der auch Novalis entscheidende Beiträge lieferte. Ohne die poetologischen Vorgaben von Friedrich Schlegel und Novalis, aber auch von Gotthilf Heinrich Schubert und dessen naturphilosophisch-medizinische Publikationen wie Ansichten von der Nachtseite der Naturwissenschaften oder Symbolik des Traumes wäre Hoffmanns spezielle Ästhetik, seine Ambivalenz, das Hin- und Herpendeln zwischen einer vermeintlich „realen“ und einer anderen, wunderbaren Welt, jedoch kaum denkbar. Hoffmann ist der erste Romantiker, der die „Nachtseite“ der menschlichen Existenz in all ihrer Radikalität ausleuchtet und erzählerisch poetisiert. Entscheidend sind dabei auch die medizinischen und psychiatrischen Kenntnisse, die Hoffmann durch seine Freundschaft zu den Bamberger Ärzten Adalbert Friedrich Marcus und Friedrich Speyer sowie durch die Lektüre einschlägiger psychiatrischer Werke von Johann Christian Reil, Joseph Mason Cox (1763–1818) und Philippe Pinel erwarb.
Prägend für Hoffmanns literarisches Schaffen war auch die Gründung der Geheimbünde im 18. Jahrhundert. Zu den bekanntesten zählen der wiedererstandene Bund der Rosenkreuzer und der Illuminatenorden neben zahlreichen weiteren. Allen gemeinsam war, dass sie im Verborgenen agierten und ihre Kenntnisse nur innerhalb der Geheimgesellschaft weitergegeben werden durften. Auch dies gab ausreichend Stoff für eine literarische Verarbeitung. Die Existenz von Geheimgesellschaften wurde in „Geheimbundromanen“ aufgegriffen, und ihr „heimliches unheimliches“ Treiben wurde fantasievoll ausgeschmückt. Das literarische „Strickmuster“ war oft ähnlich: Ein junger Held gerät unversehens in die Hände einer geheimen Macht, die Einfluss auf sein weiteres Werden oder Verderben nimmt. Ein Werk, das sowohl Hoffmann wie auch seinen Zeitgenossen Ludwig Tieck aufgewühlt hatte, trug den Titel Der Genius und stammte von Carl Friedrich August Grosse. Hoffmann selbst soll als Zwanzigjähriger zwei Geheimbundromane verfasst haben; da sich aber kein Verleger fand, blieben sie in der Schublade und gingen später verloren. Seine Serapionsbrüder greifen dieses Genre wieder auf. Das Motiv, ohne eigene Steuerungsmöglichkeit einer fremden, im Gegensatz zur Turmgesellschaft in Goethes Wilhelm Meister zumeist bösen Kraft ausgeliefert zu sein, machte Hoffmann in vielen seiner Texte immer wieder zum Hauptthema. Ein wesentliches Vorbild waren für Hoffmann auch die Werke der so genannten gothic novel, wie The Monk von Matthew Gregory Lewis.

### Preußischer Regierungsrat

#### Justizdienst und Heirat

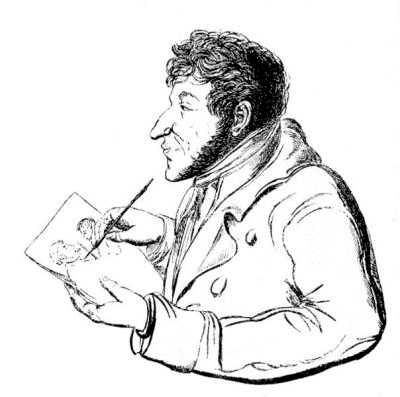
Selbstkarikatur von E. T. A. Hoffmann

Im März 1800 legte Hoffmann sein drittes Examen ab und wurde als Gerichtsassessor nach Posen versetzt, das seit der zweiten Teilung Polens zu Preußen gehörte. Hier war er erstmals nicht mehr unter der Aufsicht seiner Verwandten. In der gesellschaftlichen Abgeschiedenheit in Posen begann Hoffmann dem Alkohol zuzusprechen, eine Angewohnheit, die er bis an sein Lebensende beibehielt. Hoffmann wurde zwar zum Alkoholiker, aber er war kein typischer, unkontrollierter „Säufer“. Sein Biograph Wilhelm Ettelt konstatierte: „Selten trank er zu viel und niemals so viel, dass es ihm die Sinne raubte“. Er vertrug aber auch mehr als die meisten seiner Freunde, die sich deshalb teilweise von ihm zurückzogen – und Ludwig Devrient machte ihn auch teilweise für seinen eigenen Alkoholismus verantwortlich. In Berlin verbrachte er fast täglich gesellige Abende mit Wein bei Lutter & Wegner, und er blieb auch häufig nach Ende der Geselligkeiten nach Mitternacht bis zum Morgengrauen. Bei seinem Tod hatte er Schulden von 1116 Reichstalern beim Wirt von Lutter & Wegner in Berlin. Zum Vergleich erhielt er von seinem Verleger – der auch Weinhändler war – im Durchschnitt 50 bis 100 Taler an Honorar.
Silvester 1800 wurde in Posen erstmals ein musikalisches Werk Hoffmanns aufgeführt (Kantate zur Feier des neuen Jahrhunderts). 1801/02 wurde seine Musik zu Goethes Singspiel Scherz, List und Rache mehrfach aufgeführt.
In Posen lernte er auch seine spätere Ehefrau Marianne Thekla Michalina Rorer (1778–1859) kennen, eine Polin aus einer einflussreichen Posener Familie. Um seine „Mischa“ zu ehelichen, löste er März 1802 das Verlöbnis mit der in Berlin gebliebenen Cousine Minna Doerffer. Am 26. Juli heiratete das Paar.

#### Karnevalsscherz und Versetzung
Während des Karnevals Anfang 1802 tauchten bei der großen Fastnachtsredoute der preußischen Kolonie plötzlich maskierte Personen auf, die Karikaturen von hochrangigen Vertretern der Stadt an die Gäste verteilten. Die bekannten Gesichter von Generalen, Offizieren und Angehörigen des Adelsstandes waren eindeutig zu identifizieren und in lächerliche Posen gesetzt. Der Spaß währte so lange, bis die Verhöhnten sich selbst als Karikatur in der Hand hielten. Die Täter wurden nicht gefasst, aber die Obrigkeit war sich schnell einig, dass dahinter eine Gruppe von jungen Regierungsbeamten stecke, darunter auch der junge Hoffmann, der sein zeichnerisches Talent für diese unerhörte Aktion zur Verfügung gestellt hatte. Hoffmann, der in diesem Jahr zum Regierungsrat befördert werden sollte (und sich erhoffte, vielleicht nach Berlin oder zumindest in eine weiter westlich gelegene Stadt geholt zu werden), erhielt zwar die Beförderung, zugleich aber auch die als Sanktion gedachte Versetzung in das noch kleinere, noch östlicher gelegene 3000-Einwohner-Städtchen Plock. Aus dieser Zeit sind erstmals Tagebucheintragungen von ihm erhalten, die seine Langeweile und Unzufriedenheit wiedergeben.
Die Jahre in Plock (1802–1804) sowie die in Warschau, wohin er sich im März 1804 versetzen ließ, standen ganz im Zeichen der Kompositionsversuche. Trotzdem litt Hoffmanns juristische Arbeit nie unter seinen Nebenbeschäftigungen, er hatte immer lobende Dienstzeugnisse.
Insbesondere in Warschau, das nach der dritten Teilung Polens 1795 Preußen zugesprochen worden war, erlangte Hoffmann den Ruf eines kunstfertigen Musikers, wenngleich nur auf lokaler Ebene. Auf dem Titel der 1804 veröffentlichten Partitur zum Singspiel Die lustigen Musikanten auf ein Libretto von Clemens Brentano erscheint sein Name zum ersten Mal in der Form „E. T. A. Hoffmann“. Hoffmann erklärte den Wechsel des dritten Vornamens mit einem Schreibfehler:

„Auf meine Frage, warum das A. an die Stelle des W. getreten – er heiß Wilhelm – und ob er nicht wieder tauschen wolle? erwiederte er: ‚es ist ein Schreibfehler auf einem der ersten Manuskripte, und da ich einmal mit dem A. coursire und die Münze gangbar ist, so mag ich nichts daran ändern. Eine beliebte Münze prägt man mit der alten Jahrzahl immer wieder aus, auch mit den alten Fehlern‘.“

Das Singspiel und seine Sinfonie in Es-Dur wurden öffentlich aufgeführt. Als Organisator des Musiklebens war Hoffmann Mitbegründer der „Musikalischen Gesellschaft“, die ihren Sitz im Mniszech-Palast hatte und sich das Veranstalten von Liebhaberkonzerten und die Ausbildung von Laienmusikern zur Aufgabe machte. In Warschau lernte er den Juristen Eduard Hitzig kennen, der fortan zu seinem engsten Freundeskreis zählen und einer seiner wichtigsten Berater werden sollte.
Während des Kriegs gegen Frankreich marschierten am 28. November 1806 die Franzosen in Warschau ein. Sie stellten die in Warschau tätigen preußischen Beamten vor die Alternative, entweder auf Napoleon den Huldigungseid abzulegen oder aber binnen einer Woche die Stadt zu verlassen. Hoffmann wählte die Abreise.

### Künstlertum und Bürgerlichkeit

#### Neue Wege
Hoffmann hatte sich entschieden, sich nicht um eine Dienststellung zu bemühen, sondern Künstler zu werden. Während seine Frau und seine zweijährige Tochter Cäcilia 1807 nach Posen zogen, versuchte Hoffmann vergeblich in Berlin Fuß zu fassen. Von seinen Kompositionen wollte keiner Notiz nehmen. Zwar hatte er nach zahlreichen Bewerbungen endlich die Zusage, ab Herbst 1808 am Bamberger Theater Kapellmeister zu werden, doch war Hoffmann bereits im Frühjahr desselben Jahres finanziell am Ende. Er schrieb voller Verzweiflung an Hippel:

„Ich arbeite mich müde und matt, setze der Gesundheit zu und erwerbe nichts! Ich mag dir meine Not nicht schildern. Seit fünf Tagen habe ich nichts gegessen als Brot, so war es noch nie. Ist es dir möglich, mir zu helfen, so schicke mir etwa 20 Friedrichsdor, sonst weiß ich bei Gott nicht, was aus mir werden soll!“

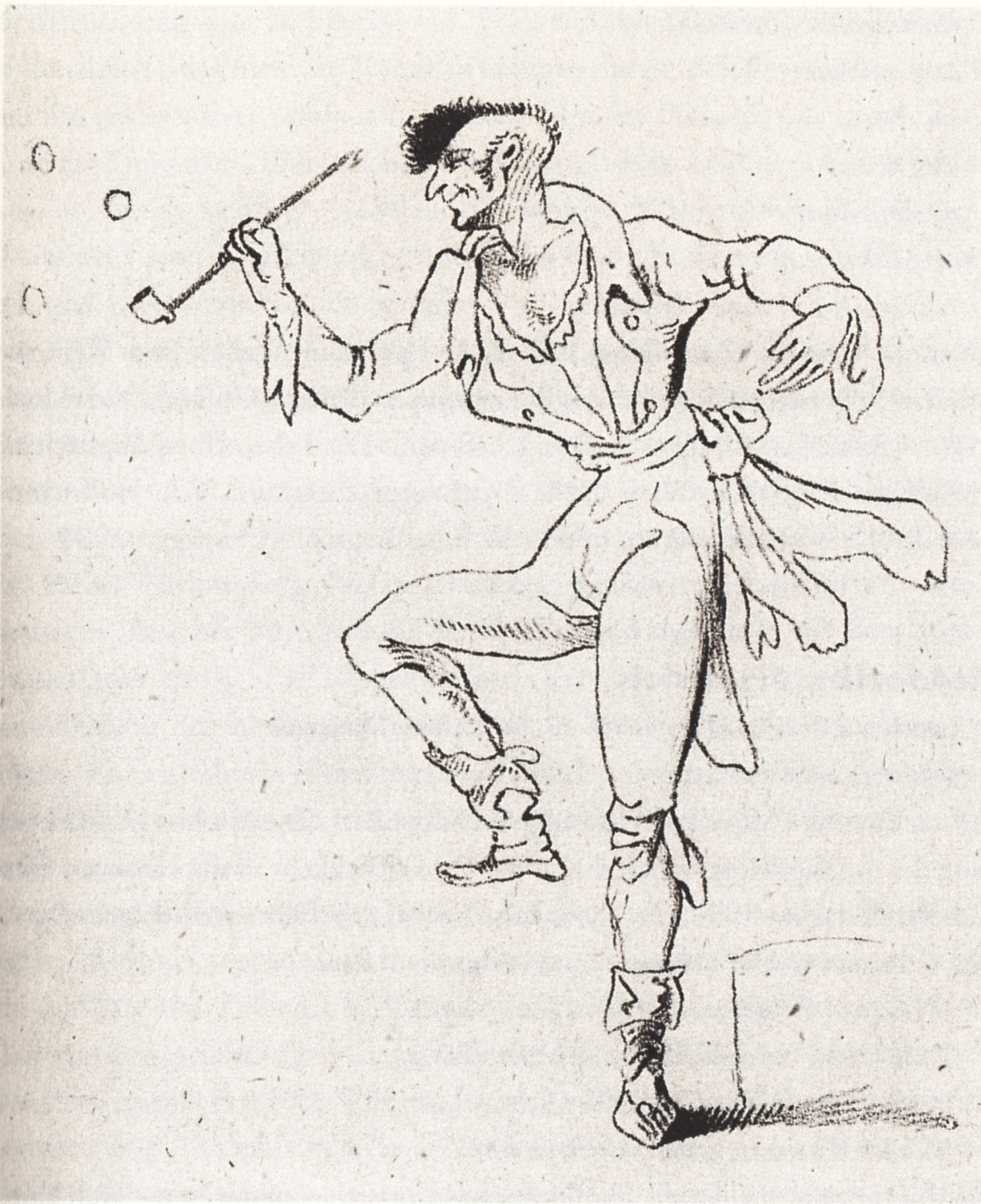
Kapellmeister Kreisler tanzt im Wahnsinn, Zeichnung von E. T. A. Hoffmann

Hippel schickte Geld; zur gleichen Zeit wurde auf Initiative des Freiherrn vom Stein allen durch den Krieg mit Frankreich notleidend gewordenen Beamten eine einmalige Geldzahlung gewährt.

#### Der Kapellmeister
Hoffmann zog im September 1808 gemeinsam mit seiner Frau – die Tochter Cäcilia war bereits gestorben – nach Bamberg, wo er im Oktober mit seinem Debüt als Musikdirektor wegen unzureichender Leistungen des Orchesters und der Sänger bei der von ihm dirigierten Oper scheiterte. Intrigen gegen ihn bewirkten, dass Hoffmann die Stelle schon nach zwei Monaten wieder verlor. Seine Theaterkompositionen waren nicht einträglich genug, aber dafür erhielt Hoffmann das Angebot des Verlegers der Leipziger Allgemeinen musikalischen Zeitung, Musikkritiken für das Blatt zu schreiben, nachdem er dort 1809 seine Erzählung Ritter Gluck hatte veröffentlichen können.
In dieser Zeit entwickelte er auch die fiktive Figur des Kapellmeisters Johannes Kreisler, sein literarisches Alter Ego, das in der Zeitschrift seine Sicht der zu besprechenden musikalischen Werke darstellte. Sie fand später in Robert Schumanns Klavierwerk Kreisleriana bedeutenden musikalischen Niederschlag. Der Kapellmeister Kreisler ist es auch, der dem Leser in den Erzählungen Kreisleriana und im Roman Lebensansichten des Katers Murr und Der goldne Topf wiederbegegnet.
Von 1810 an war Hoffmann beim Bamberger Theater als Direktionsgehilfe, Dramaturg und Dekorationsmaler beschäftigt. Nebenbei gab er privat Musikunterricht. In die junge Gesangsschülerin Julia Mark verliebte Hoffmann sich so heftig, dass es in seiner Umgebung auf das Peinlichste auffiel und Julias Mutter eilends zusah, das Mädchen anderweitig zu verheiraten. Hoffmann hielt nun nichts mehr in Bamberg. Als er die Stelle des Musikdirektors bei Joseph Secondas in Dresden und Leipzig auftretender Operngesellschaft angeboten bekam, sagte er zu.

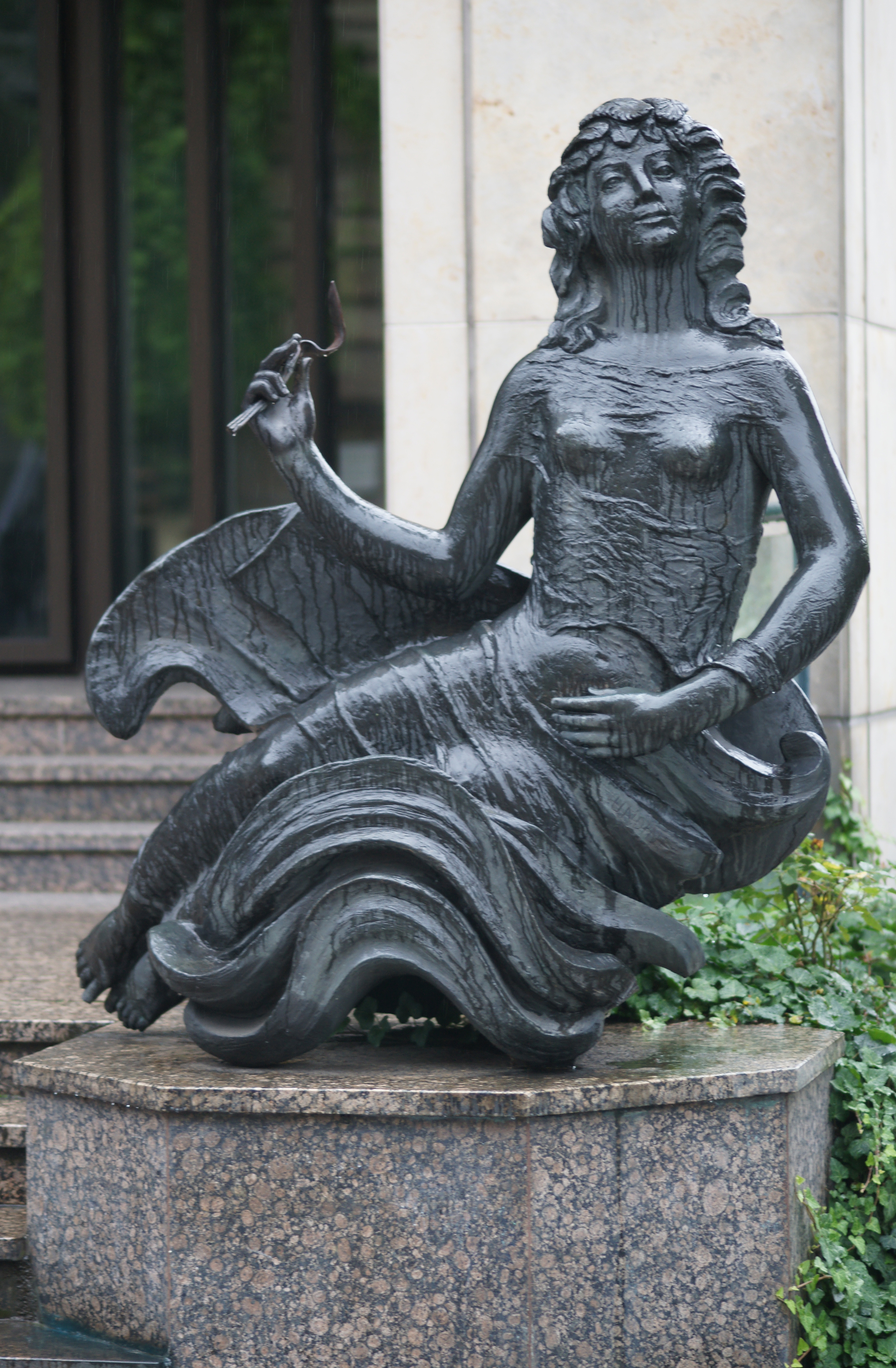
Robert Bauer-Haderlein schuf die vor der Landeszentralbank in Bamberg errichtete Skulptur der „Undine“, der Titelfigur in E. T. A. Hoffmanns Oper

#### Rückkehr in den Staatsdienst
Der Bruch mit Joseph Seconda erfolgte schon 1814, aber nach dem Sieg Preußens über Napoleon bestand für Hoffmann die Möglichkeit, in den preußischen Staatsdienst in Berlin zurückzukehren. Allerdings erhielt er für seine Tätigkeit am Kammergericht noch keine feste Besoldung, sondern nur ein einmaliges Honorar.
Deshalb freute es ihn umso mehr, dass er sich mittlerweile einen Ruf als Schriftsteller erworben hatte. Die Veröffentlichung der Fantasiestücke in Callot’s Manier (1814/1815), vor allem die des in dieser Sammlung enthaltenen Märchens Der goldne Topf war ein Erfolg, an den Hoffmann mit der Arbeit an dem Roman Die Elixiere des Teufels und den Nachtstücken anknüpfen wollte, was ihm aber nicht gelang. Hoffmann wurde jedoch ein gefragter Autor für Taschenbuch- und Almanach-Nacherzählungen, ein Nebenerwerb, der ihn finanziell über Wasser hielt. Mit besonderem Stolz erfüllte ihn, dass seine Oper Undine 1816 im Nationaltheater in Berlin uraufgeführt wurde. In diesen Jahren unterhielt Hoffmann freundschaftliche Beziehungen zu den Schriftstellern Karl Wilhelm Contessa, Friedrich de La Motte Fouqué, Clemens Brentano, Adelbert von Chamisso und zum Schauspieler Ludwig Devrient.
Im Jahr 1816 wurde Hoffmann zum Kammergerichtsrat ernannt, womit ein festes Gehalt verbunden war. Gleichwohl zog es ihn immer wieder zur Kunst, insbesondere zur Musik. Seine Bewerbungen um verschiedene Kapellmeisterstellen wurden jedoch alle abschlägig beschieden.

### Kammergerichtsrat, Gebrechen und Tod
Mit Die Serapionsbrüder, Lebensansichten des Katers Murr und Klein Zaches genannt Zinnober hielten Hoffmanns literarische Erfolge in den nächsten Jahren an. Inzwischen herrschte nach der Niederlage Napoleons in Deutschland das Metternichsche System mit der politischen Restauration.

#### Die Immediatkommission
In Berlin wurde die „Immediat-Untersuchungskommission zur Ermittlung hochverräterischer Verbindungen und anderer gefährlicher Umtriebe“ eingerichtet, deren Aufgabe in der „Ausermittlung von Gefahren, die Preußen und Deutschland bedrohen“, bestand. Hoffmann wurde als Kammergerichtsrat Mitglied in der Immediatkommission. Er konnte sich mit den Ansichten und Aktivitäten der Burschenschafter und Turnerbünde nicht anfreunden, aber er kam seiner Aufgabe, die Sachverhalte gerecht und rechtsgemäß zu ermitteln, pflichtbewusst nach. Der Kommission oblag auch die Prüfung der Haftgründe, die für die Festnahme von Personen vorgebracht wurden. Zahlreiche Personen wurden allein wegen ihrer Identifizierung mit den Ideen der Burschenschaften und Turnverbände festgenommen. In der Folgezeit wurden zahlreiche Gutachten von der Kommission zu einzelnen „Tätern“ entworfen, unter anderem war Hoffmann auch für den Fall des „Turnvaters“ Jahn zuständig. In vielen Fällen urteilte die Kommission – nicht zuletzt aufgrund von Hoffmanns Gutachten –, dass die Gründe weder für eine Haft noch für eine Anklage ausreichten, weil keine rechtswidrige Tat festzustellen war. Die Kommission stellte in ihren Gutachten immer wieder klar, dass eine Gesinnung allein keine strafbare Handlung sei.

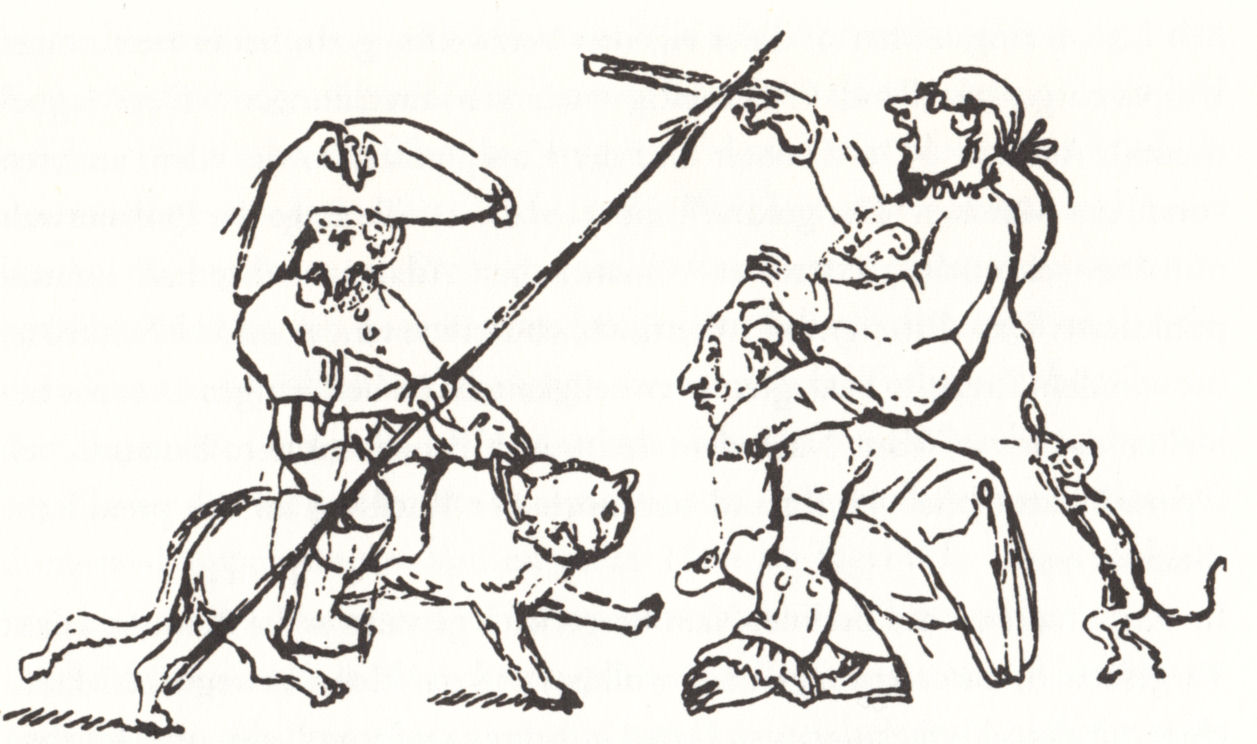
Selbstbildnis Hoffmanns, auf dem Kater Murr reitend, kämpft gegen die preußische Bürokratie, Karikatur

#### Meister Floh
Der Ministerialdirektor im Polizeiministerium, Karl Albert von Kamptz, war mit den Entscheidungen der Immediatkommission höchst unzufrieden und plädierte für ein härteres Vorgehen gegen die Protestler. So sah es Kamptz im Fall des Studenten Gustav Asverus als äußerst belastend an, dass der junge Mann in seinem Tagebuch einmal das Wort „mordfaul“ notiert hatte. Für Kamptz war das ein eindeutiges Indiz dafür, dass Asverus Böses im Schilde führte, möglicherweise sogar schon derartige Taten begangen habe – denn wenn man sich an einem Tag als „mordfaul“ bezeichne, dann sei man das an anderen Tagen vielleicht nicht. Diese Geschichte um Gustav Asverus war in der Immediatkommission bekannt und führte vermutlich zu großem Amüsement, denn Hoffmann fühlte sich inspiriert, den Vorfall später in seinem Meister Floh zu parodieren. Dass ihm dies viel Ärger einbringen würde, ahnte er wohl nicht.

#### Zensur und Disziplinarverfahren, Krankheit und Ende
In seiner Stammkneipe „Lutter & Wegner“ hatte Hoffmann seinen Freunden vom vierten und fünften Kapitel des Meister Floh erzählt. Es sprach sich herum und wurde schließlich an Kamptz weitergetragen. Hoffmann wurde zwar noch gewarnt, aber sein Versuch, die zwei Kapitel aus dem längst beim Verleger in Frankfurt am Main liegenden Manuskript herausnehmen zu lassen, schlug fehl. Das Manuskript war bereits beschlagnahmt.
Es ist nicht auszuschließen, dass das preußische Polizeiministerium Hoffmann gar nicht hätte nachweisen können, dass er in der Figur des Knarrpanti den Ministerialdirektor Kamptz veralbert und lächerlich gemacht hatte, oder dass es zumindest Schwierigkeiten gehabt hätte, ihm aus dieser künstlerischen Verarbeitung „einen Strick zu drehen“. Aber Hoffmann hatte es nicht lassen können, seinem Peregrinus Tyß an anderer Stelle ein „mordfaul“ ins Tagebuch zu schreiben. Dessen nicht genug, ließ er Knarrpanti dieses ungewöhnliche Wort mehrfach dick mit Rotstift unterstreichen – wie in der Originalprozessakte durch Kamptz geschehen. Somit hatte Hoffmann einen Verstoß begangen, der keinem Richter gestattet ist: Er hatte die nicht öffentlichen Inhalte einer Prozessakte durch seine Erzählung öffentlich gemacht. An diese Pflichtverletzung knüpften seine Häscher problemlos an. Meister Floh erschien um mehrere Episoden im vierten und fünften Abenteuer zensiert; die unterdrückten Passagen wurden erst 1908 publiziert.
E. T. A. Hoffmann, der auch sonst ab 1818 zunehmend an Gesundheitsproblemen litt, erkrankte an einer fortschreitenden Lähmung, deren Ursache unbekannt ist. Als mögliche Ursachen wurden Syphilis, amyotrophe Lateralsklerose (ALS) und eine bösartige Geschwulst genannt, die sich zuerst in der Speiseröhre entwickelt hatte und später die Halswirbelsäule befiel. Die Lähmung begann an seinem Geburtstag im Januar 1822 an seinen Füßen und Beinen und schritt rasch voran, breitete sich auf seine Arme aus, sodass er nicht mehr schreiben konnte, und führte schließlich zum Verlust der Sprache und einer Atemlähmung. Seine geistigen Fähigkeiten blieben dabei erhalten.
Am 4. Februar 1822 schrieb der preußische Innenminister Friedrich von Schuckmann an den preußischen Staatskanzler Karl August Fürst von Hardenberg einen Brief, in dem er Hoffmann als „pflichtvergessenen, höchst unzuverlässigen und selbst gefährlichen Staatsbeamten“ bezeichnete und die Verhängung disziplinarischer Maßnahmen gegen ihn vorschlug. Bei der Gelegenheit wärmte Schuckmann auch den Vorfall mit den Karikaturen in Posen wieder auf. Die Vernehmung Hoffmanns über sein Dienstvergehen verzögerte sich aber, weil Hippel für seinen Freund einen Aufschub erwirkte. Hoffmanns Erkrankung war zu dieser Zeit bereits weit fortgeschritten; durch die damit einhergehende fortschreitende Lähmung war der Patient ans Zimmer und an den Lehnstuhl gefesselt. Seine Verteidigungsschriften konnte er nur noch diktieren, da seine Hände bereits den Dienst versagten.
In der Folgezeit verfasste Hoffmann noch einige weitere Erzählungen, darunter Des Vetters Eckfenster, bevor er am Vormittag des 25. Juni 1822 in seiner Wohnung in der Berliner Taubenstraße 31 aufgrund einer Atemlähmung starb.

## Grab

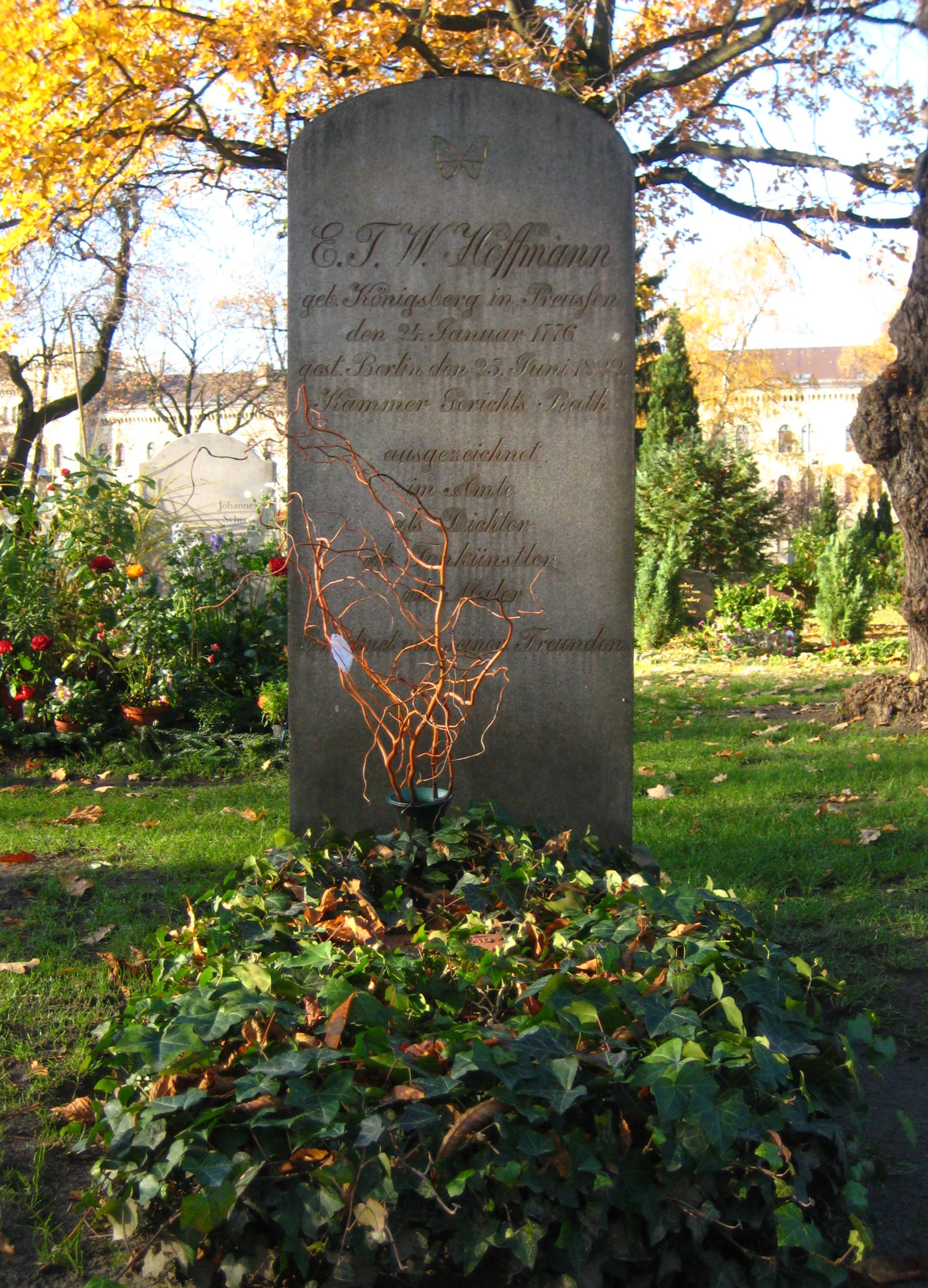
Ehrengrab von E. T. A. Hoffmann in Berlin-Kreuzberg

E. T. A. Hoffmanns Grab befindet sich auf dem Friedhof III der Jerusalems- und Neuen Kirche vor dem Halleschen Tor in der Nähe des U-Bahnhof Mehringdamm in Berlin-Kreuzberg. Die Freunde des Toten hatten ein Grabdenkmal aus Sandstein gestiftet, das in den folgenden Jahrzehnten jedoch so stark verwitterte, dass es 1905 durch eine neue Version aus grauem Syenit ersetzt werden musste, nun finanziert von der Kirchengemeinde. Die vom Original übernommene Grabinschrift enthält die Vornamensabkürzung E. T. W. nach Hoffmanns tatsächlichem Namen, was von seinen Freunden bewusst so gewählt worden war. Sie stellten auch seine offizielle Stellung Kammergerichtsrat auf dem Grabstein an erste Stelle, um den staatlichen Verunglimpfungen zu begegnen.
Auf Beschluss des Berliner Senats ist die letzte Ruhestätte von E. T. A. Hoffmann (Grablage 311-32-6) seit 1952 als Ehrengrab des Landes Berlin gewidmet. Die Widmung wurde im Jahr 2016 um die inzwischen übliche Frist von zwanzig Jahren verlängert.

## Nachlass
Hoffmanns Nachlass wurde noch in seinem Todesjahr versteigert. Sein Freund Julius Eduard Hitzig erwarb einen Teil. Vieles ist heute nicht mehr auffindbar. Ein Teil seines kompositorischen Nachlasses befindet sich in der Staatsbibliothek zu Berlin, darunter die autographe Erstniederschrift der Partitur der Oper „Undine“. Im Märkischen Museum liegt aus dem von Hitzig erworbenen Konvolut die Handschrift zum Nachtstück Der Sandmann. Hoffmann-Sammlungen gibt es bei den Staatsbibliotheken Berlin und Bamberg und bei der Universitätsbibliothek München (Bibliothek Carl Georg von Maassen).

## Ehrungen/Denkmäler
Königsberg/Kaliningrad 
Die Straße in Hoffmanns Geburtsstadt, die von der Französischen Straße zum Burgkirchenplatz führte, wurde anlässlich des 100. Todestages 1922 nach der Hauptfigur des Kater Murr in Kreisler-Straße benannt. Nach den Zerstörungen im Zweiten Weltkrieg und späterer Planierung befindet sich an dieser Stelle heute ein Gedenkstein inmitten einer größeren Grünanlage.
Poznań
Im Foyer der Oper in Poznań (Posen), wo E. T. A. Hoffmann von 1800 bis 1802 lebte und heiratete, befindet sich eine zweisprachige Gedenktafel. Der Text lautet:

„Im Gedenken an E. T. A. Hoffmann 24.1.1776 in Königsberg – 25.6.1822 in Berlin, als Schriftsteller, Komponist, Maler und Jurist tätig in Posen 1800–1802, wo er am 26.7.1802 in der Klosterkirche ad Corpus Christi die Polin Maria Thekla Michalina Rohrer-Trzcinska heiratete, der er bis zu seinem Tod verbunden blieb“

Plock
Von 1802 bis 1804 wohnte Hoffmann in einem Haus am Alten Marktplatz 8, das heute als Gedenkstätte dient.
Bamberg
- Die Skulptur des Bildhauers Reinhard Klesse vor dem Theater in Bamberg zeigt den „Kapellmeister Kreisler“ mit dem „Kater Murr“ auf der Schulter.
- Hermann Leitherers Denkmal im Bürgerpark Bamberger Hain erinnert daran, dass der Dichter, wie er in seiner Erzählung schildert, auf diesem Weg am Regnitzufer den redenden Hund „Berganza“ getroffen hat.
- Robert Bauer-Haderleins „Undine“-Skulptur steht vor der Landeszentralbank.
- Am E.T.A. Hoffmann-Haus am Schillerplatz 26, wo der Künstler und seine Frau Michalina von 1809 bis 1813 in den beiden oberen Stockwerken lebten und in dem heute ein Museum eingerichtet ist, befindet sich seit 1908 eine Gedenktafel mit dem Text:

Der Dichter
 Componist und Maler
 E. T. W. Amadäus Hoffmann
 wohnte in diesem Hause
 1809–1813.
- Im alten Innenhof des Hoffmann-Hauses schlängelt sich ein Pfad durch einen, nach dem Zaubergarten des „Archivarius Lindhorst“ in der Erzählung Der Goldne Topf angelegten, kleinen Garten mit Motiven aus den Werken des Dichters, z. B. einer Kalksteinfigur der „Undine“ von Reinhard Klesse und einer „Klein Zaches“-Skulptur der Kulmbacher Keramikerin Gertrud Murr-Honikel, zur „Urdar-Quelle“ aus der „Prinzessin Brambilla“.[35]
- Weitere Gedenktafeln findet man in der Nonnenbrückstraße, auf der Altenburg und in der Lange Straße 13:
- Die Tagebuchnotiz „D. 1t Septbr. in Bamberg angekommen“ steht in großen Lettern auf der Wand des Hauses Nonnenbrücke 10, damals Zinkenwörth Nr. 56. Hier nahmen Hoffmann und Michalina ihre erste Wohnung.
- Auf der Altenburg überließ der Arzt Adalbert Friedrich Marcus dem befreundeten Kapellmeister ein kleines Haus als Dichterklause, die Hoffmann mit Fresken ausmalte. Die nicht mehr erhaltenen Wandbilder zeigten die Gefangennahme Adalberts von Babenberg, wobei der Maler sich mit seinen Bamberger Freunden unter den Rittern porträtierte.[36]
- Im Wohnhaus der Familie Mark, heute Lange Straße 13, verliebte sich der Musiker in die Tochter Julia, die er im Gesang und Klavierspielen unterrichtete.

Berlin
- Am Gendarmenmarkt, gegenüber dem Haus Taubenstraße 33 / Charlottenstraße, steht die Kopie eines Denkmals für E. T. A. Hoffmann auf einem Sandsteinsockel. Das Original befindet sich im Bezirksamt Mitte in der Karl-Marx-Allee 31 in rekonstruiertem Zustand. Unter der Büste des Dichters mit gekrönter Schlange sitzen ein Aktpärchen und (auf der Rückseite) ein Junge. Die Skulptur wurde 1978 von der Bildhauerin Carin Kreuzberg geschaffen und stand seit 1979 an der Karl-Liebknecht-Brücke an der Spree am damaligen Palasthotel. Nach Vandalismusschäden 1990 wurde es rekonstruiert und an einer nahegelegenen Stelle wieder aufgestellt, nach erneutem Vandalismus von 2009 steht es jetzt an einem geschützten Ort.[37][38]
- An der Charlottenstraße 56 befindet sich eine bronzene Gedenktafel mit einem Porträtmedaillon des Dichters mit dem Text:

DER SCHRIFTSTELLER
 KAMMER-GERICHTS-RATH
 ERNST THEODOR AMADEUS
 HOFFMANN
 WOHNTE HIERSELBST VOM JULI 1815 BIS
 ZU SEINEM AM 25. JUNI 1822 ERFOLGTEN TODE.
 SEINEM ANDENKEN
 DIE STADT BERLIN 1890
Diese war 1890 an dessen Wohn- und Sterbehaus Taubenstraße 31 angebracht gewesen. Im Unterschied zum Gebäude überstand sie den Zweiten Weltkrieg und wurde später an dem um 1980 neu errichteten Haus gegenüber der Rückfront des Konzerthauses Berlin angebracht.
Briefmarke 
Die Deutsche Bundespost Berlin gab 1972 eine Briefmarke zu 60 Pfennig anlässlich des 150. Todestages heraus.
Hoffmann als Namensgeber
- Die E.T.A.-Hoffmann-Gesellschaft e. V., eine am 14. Juni 1938 gegründete literarische Gesellschaft mit Sitz in Bamberg, widmet sich Hoffmanns Person und Werk. Sie betreut auch das Bamberger E.T.A.-Hoffmann-Haus.
- Der nach ihm benannte Literaturpreis der Stadt Bamberg, der E.-T.-A.-Hoffmann-Preis, wird seit 1989 alle zwei Jahre vergeben.
- Seit 1970 nennt sich das Theater in Bamberg E.T.A.-Hoffmann-Theater.
- Auch das musische E.T.A. Hoffmann-Gymnasium wurde nach ihm benannt.
- In Berlin erinnern die E.T.A. Hoffmann-Promenade in Kreuzberg und der E.T.A. Hoffmann-Garten am Jüdischen Museum an den Dichter.

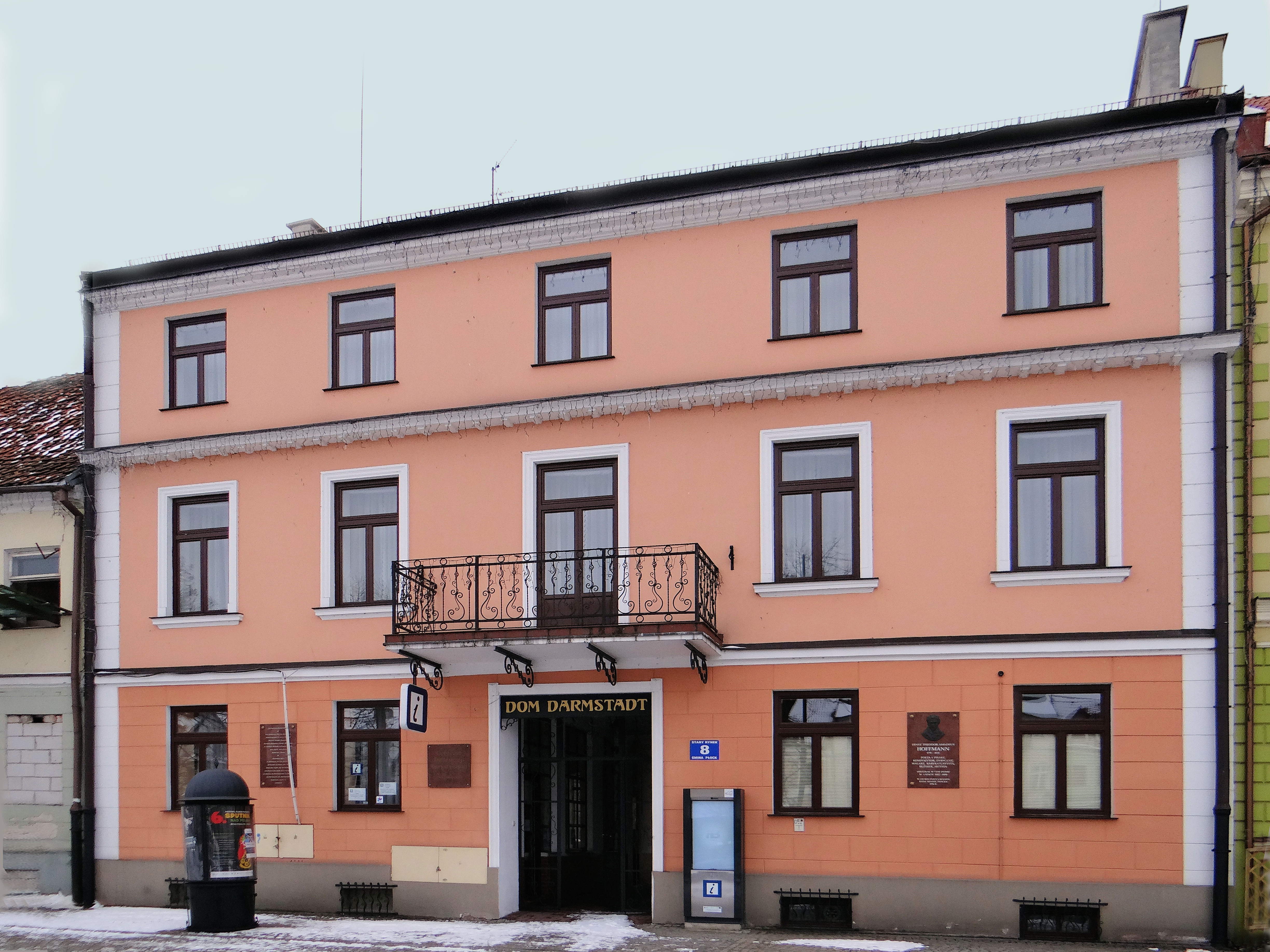
Am Alten Marktplatz in Plock wohnte Hoffmann von 1802 bis 1804.
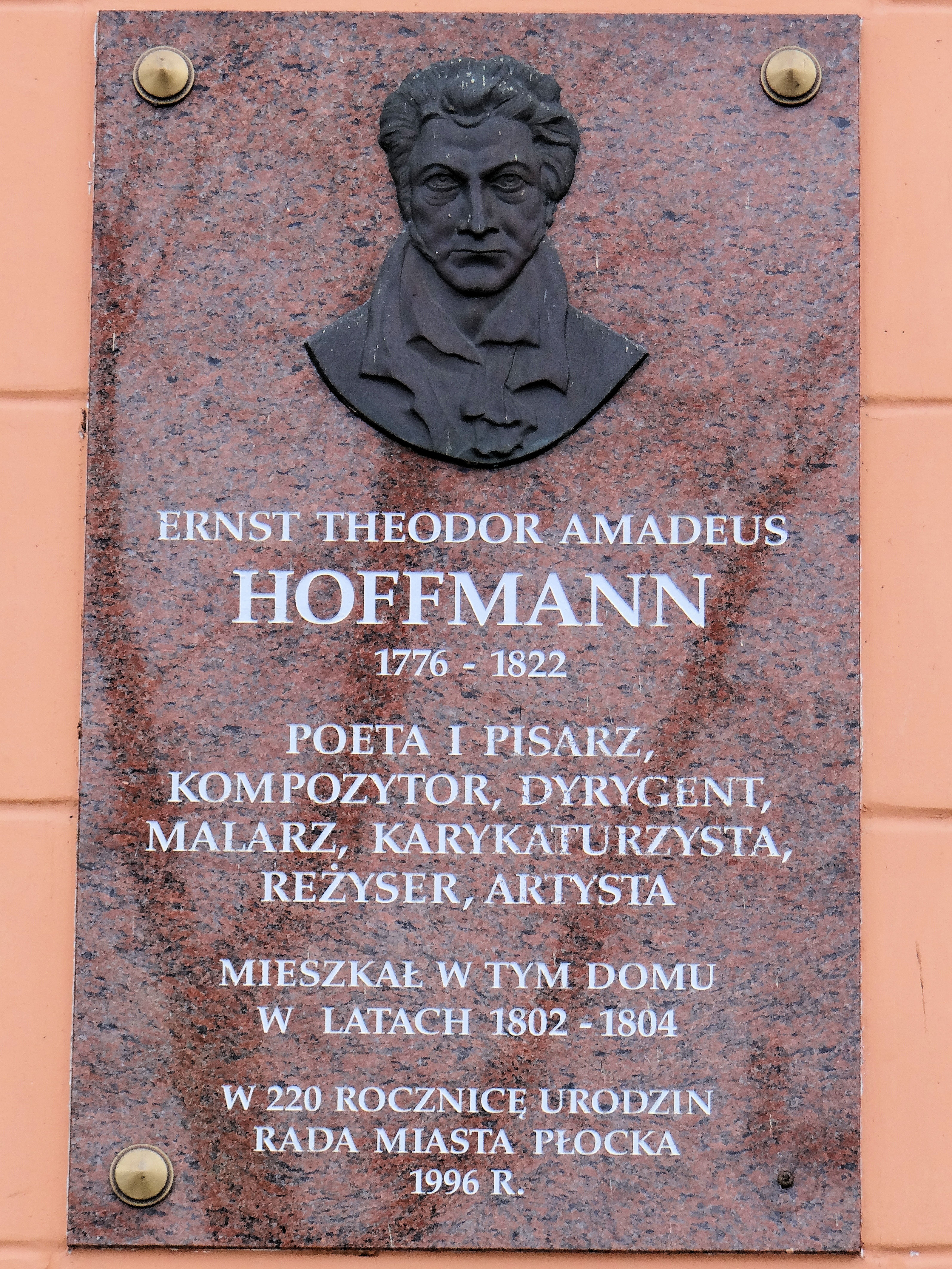
Gedenktafel am Darmstadthaus in Plock.
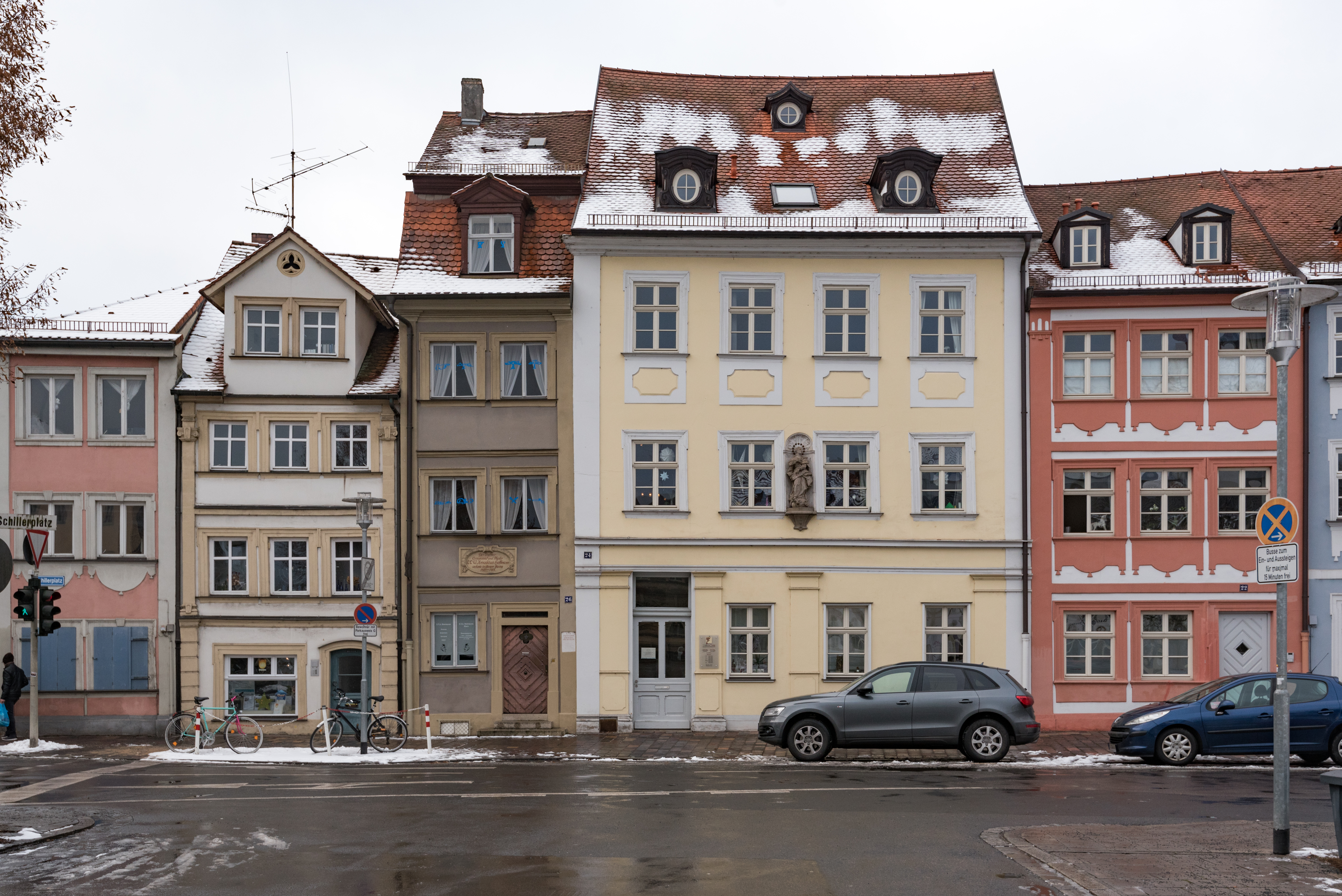
Von 1809 bis 1813 wohnte Hoffmann in einem Haus am Schillerplatz 26 (3. v.l.), in dem heute ein Museum eingerichtet ist.
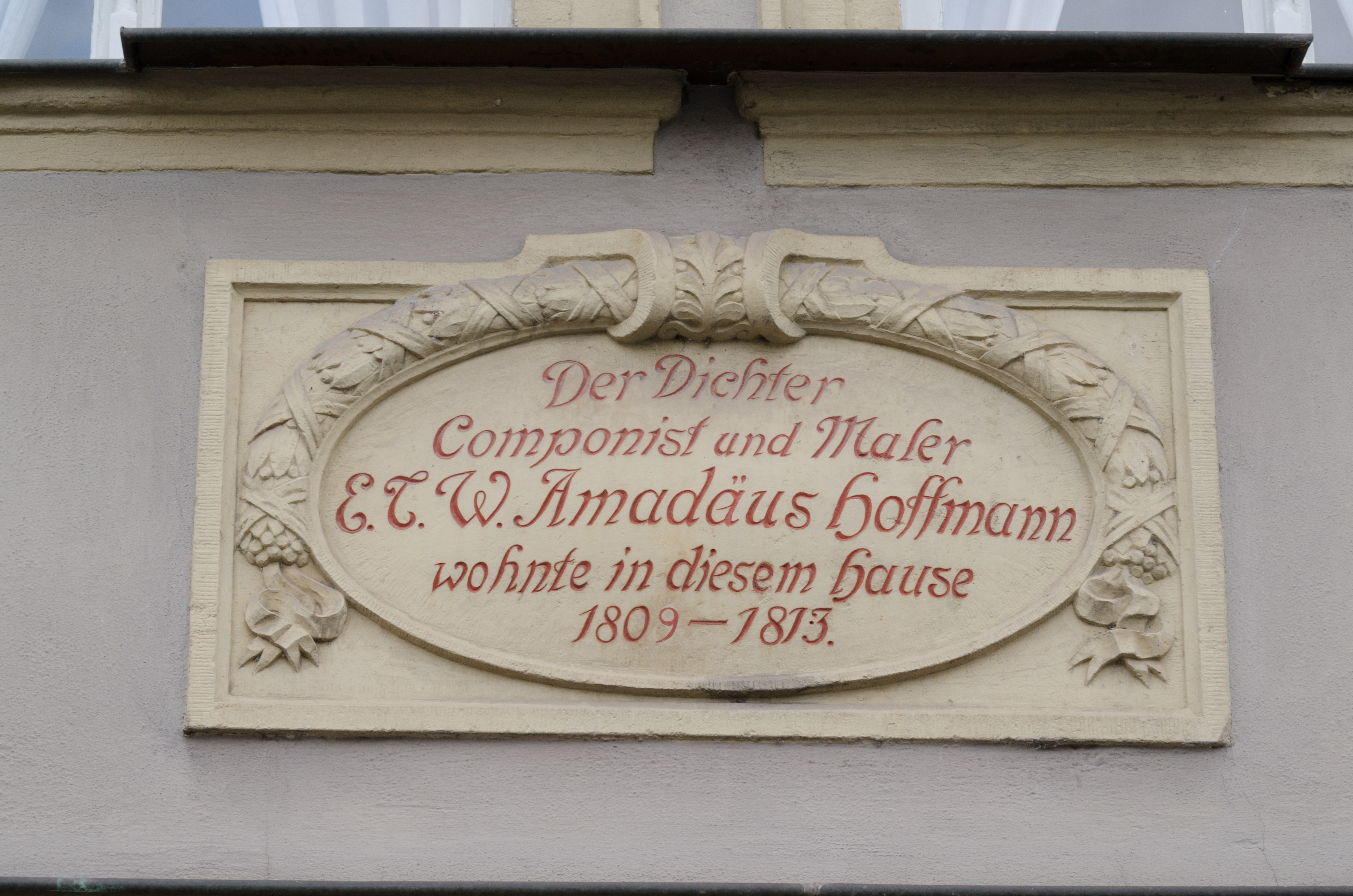
Gedenktafel am E.-T.-A.-Hoffmann-Haus, Schillerplatz 26, in Bamberg
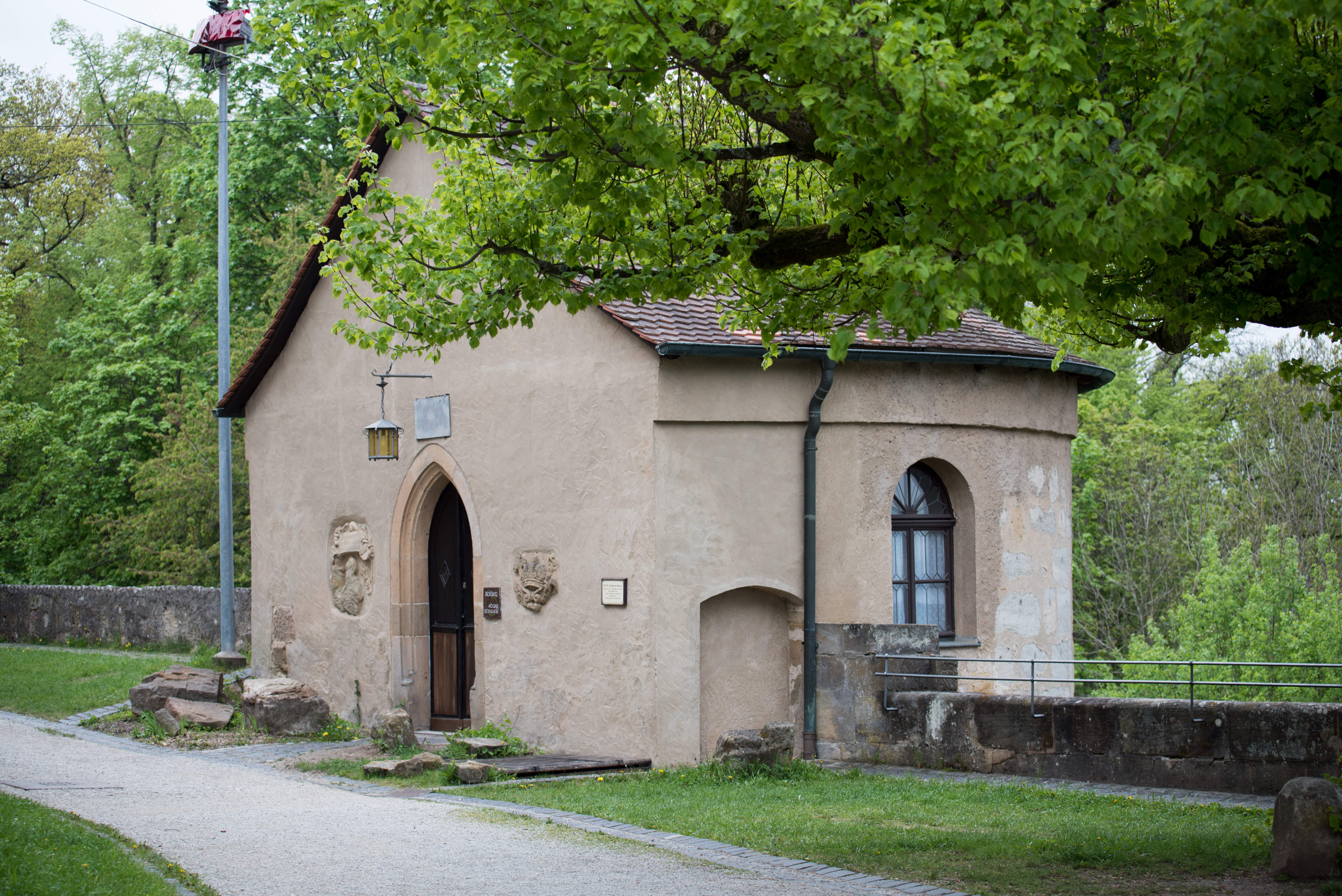
Dichterklause auf der Altenburg
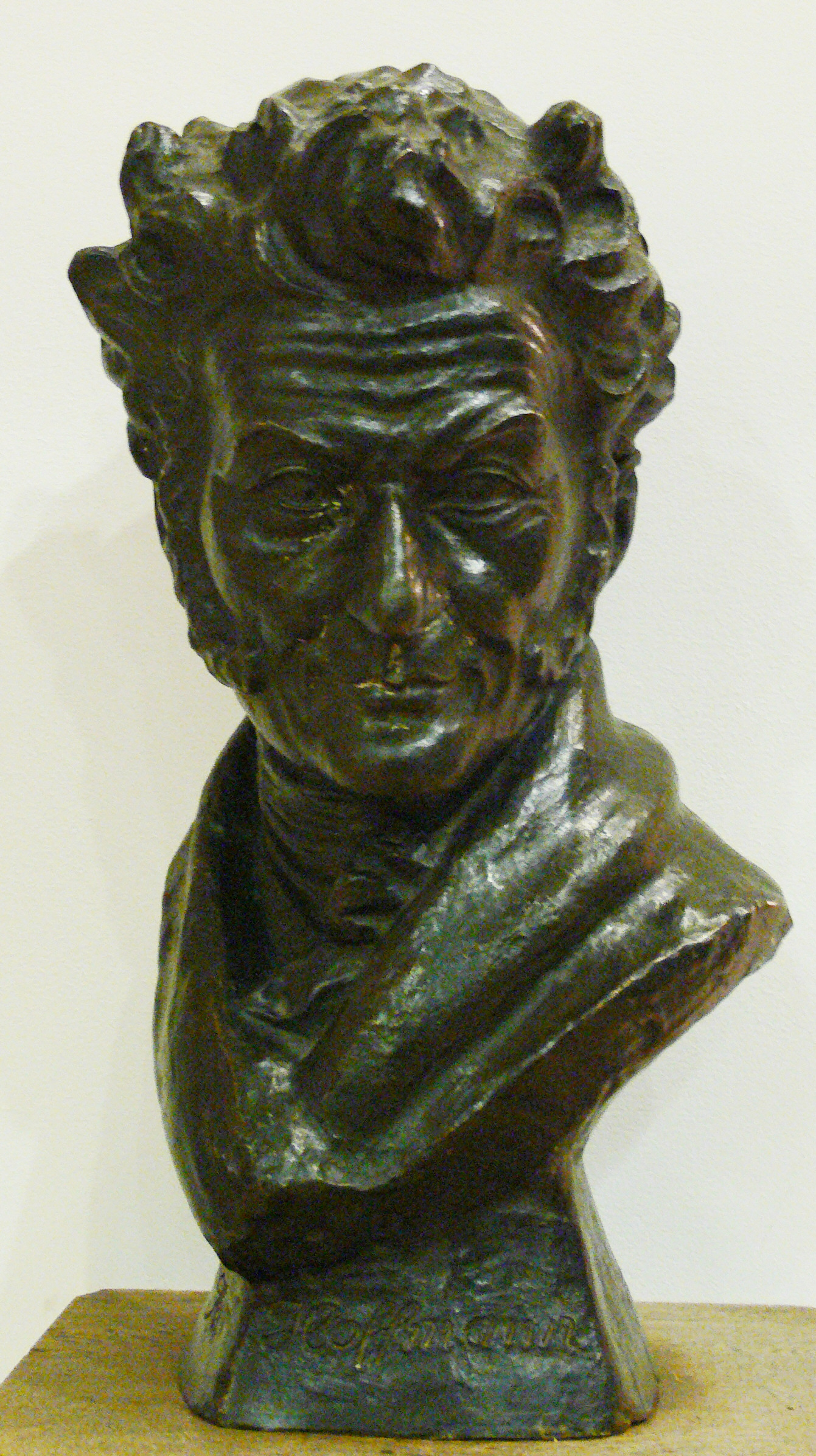
Hoffmann-Büste im Theater Bamberg
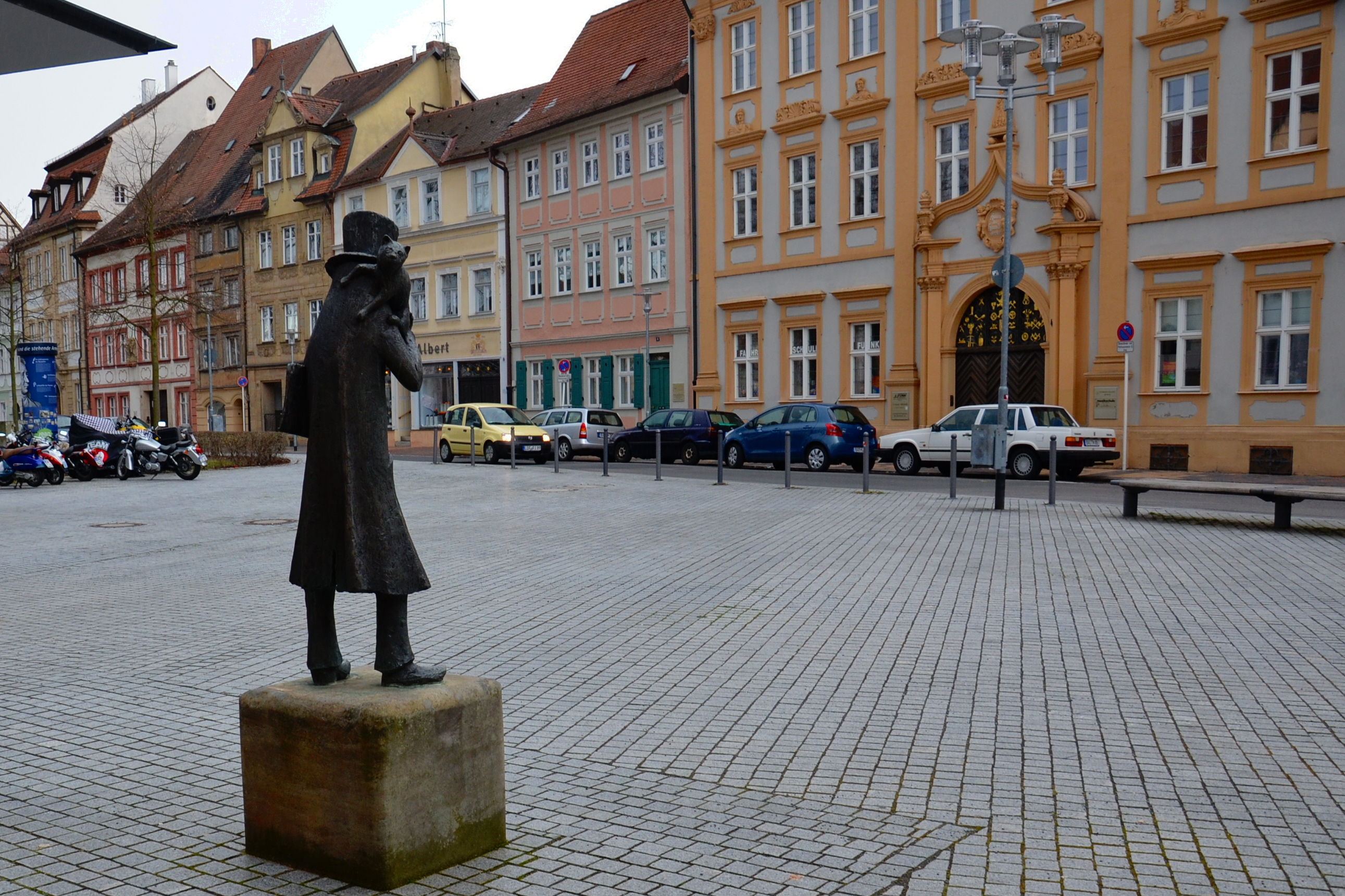
Plastik mit Kater Murr vor dem Hoffmann-Theater in Bamberg
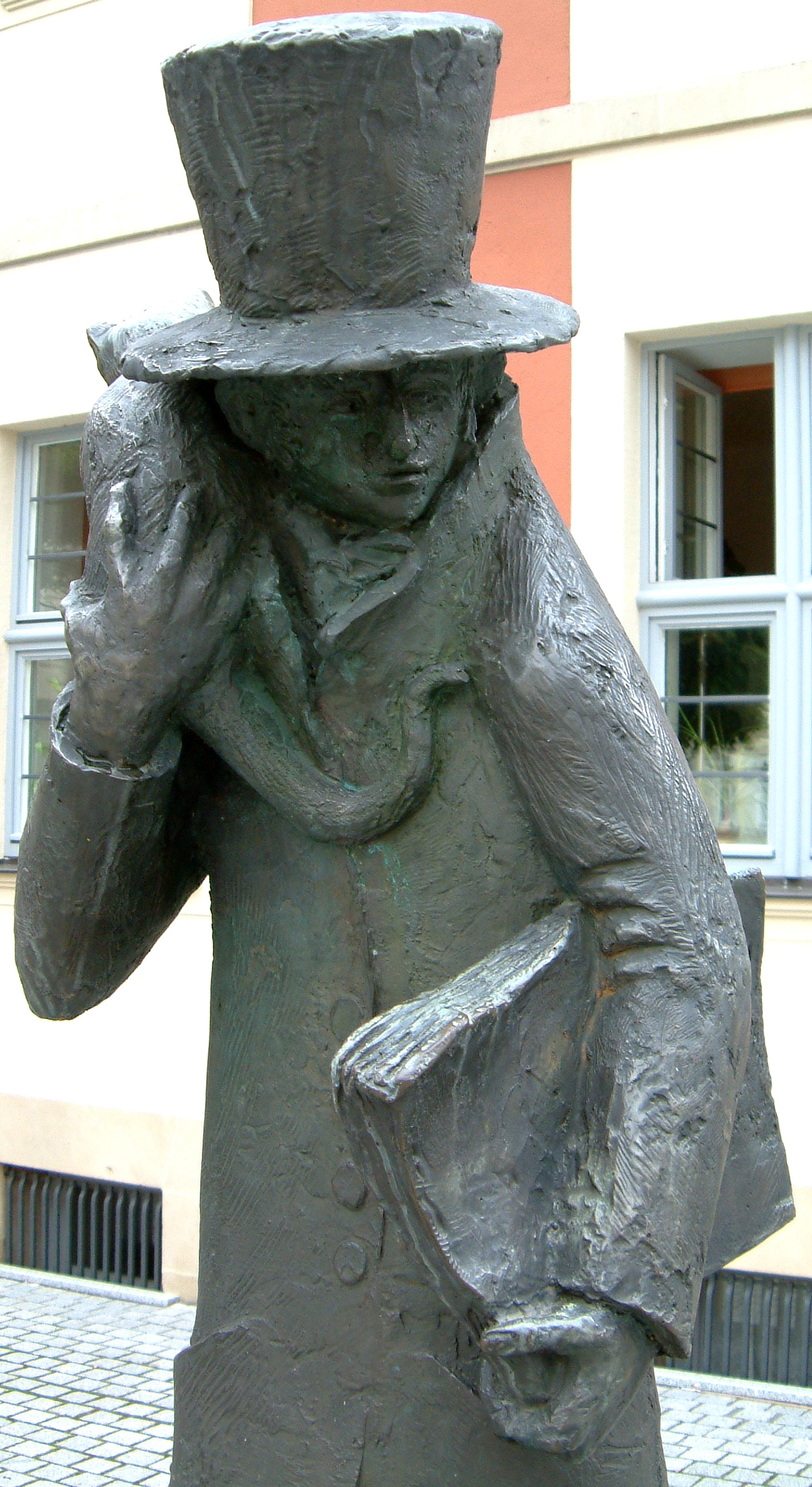
Hoffmann-Skulptur in Bamberg (Vorderseite)
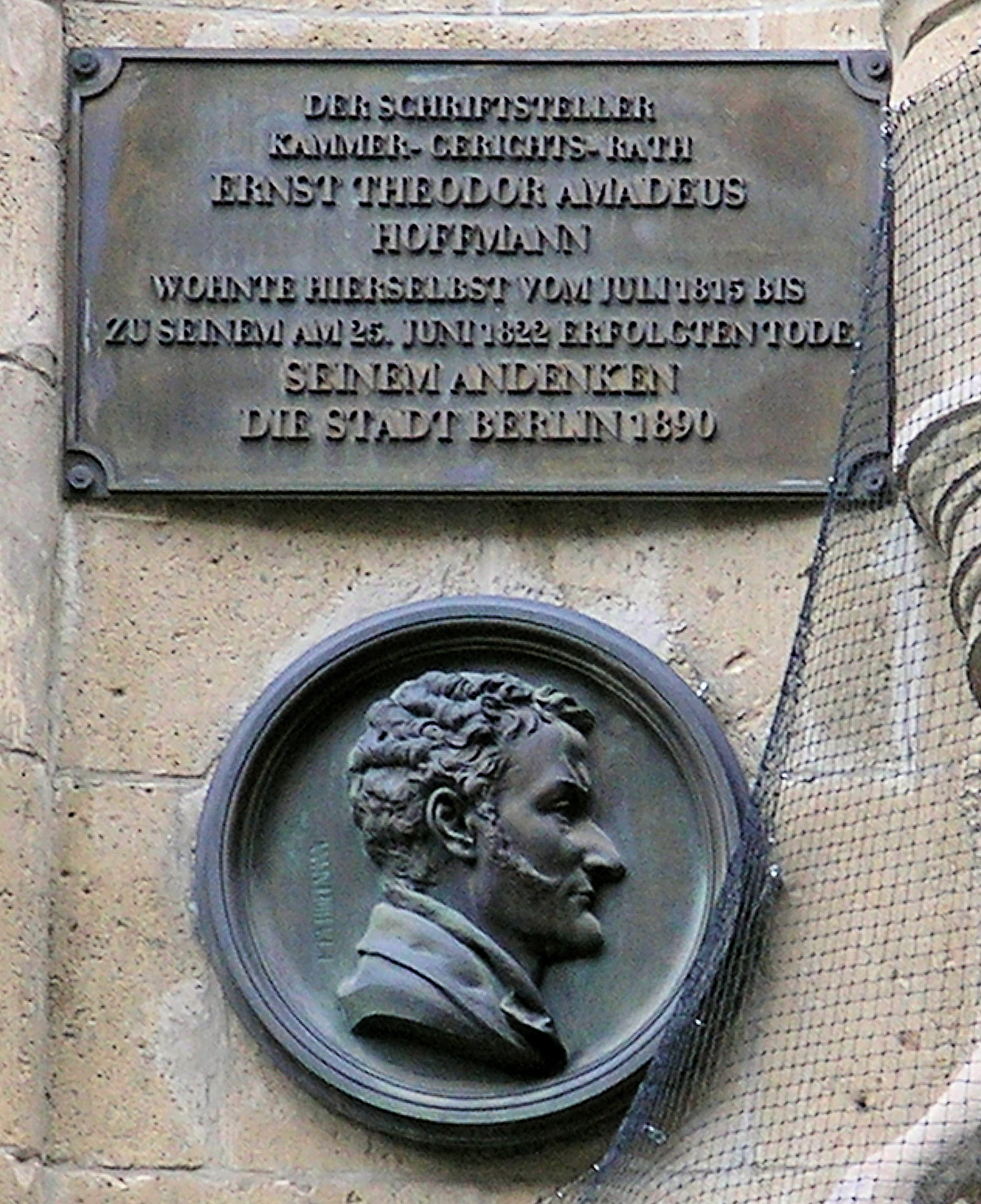
Gedenktafel in der Charlottenstraße 56 (Eckhaus Taubenstraße 31) in Berlin-Mitte
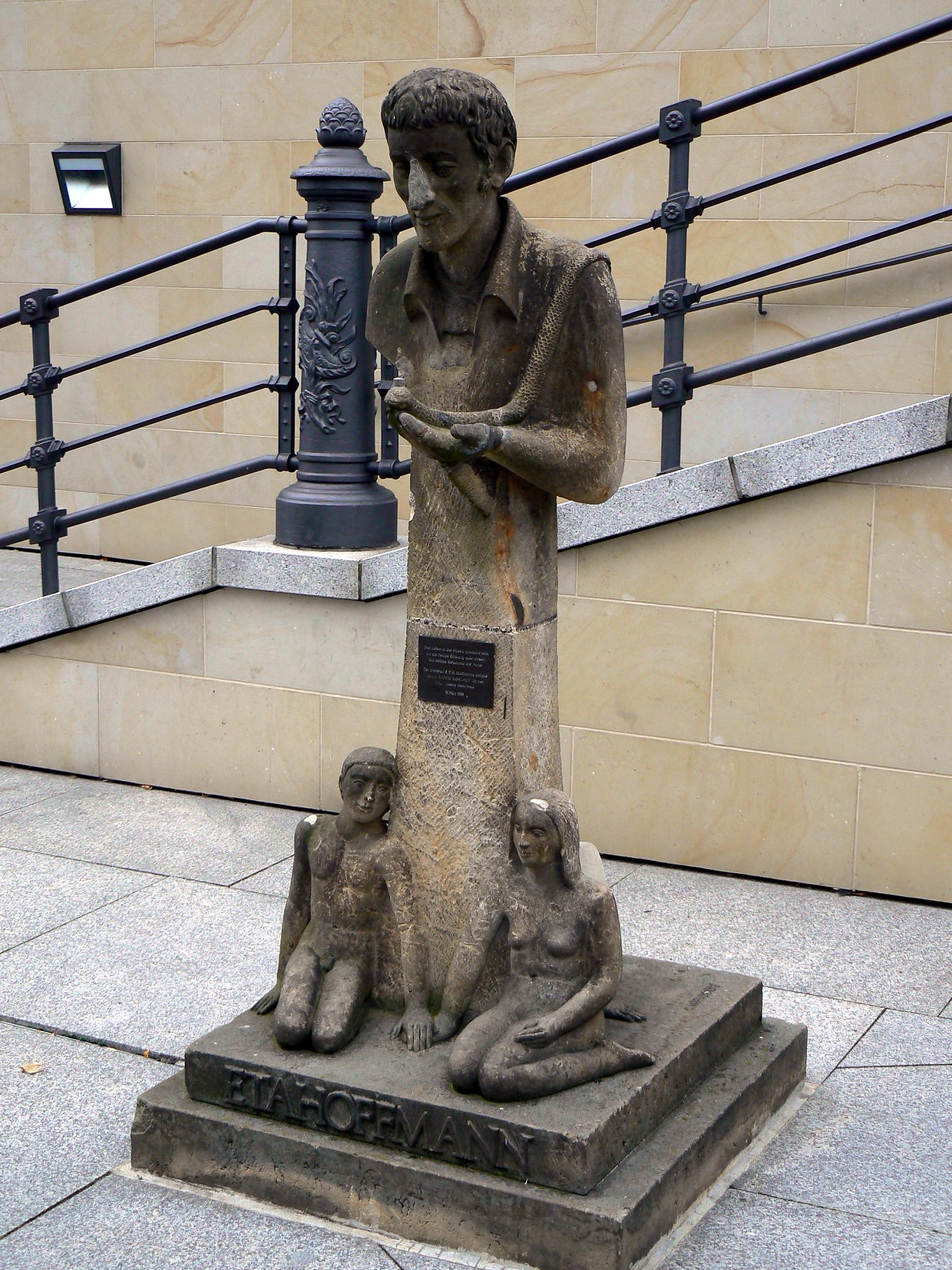
Hoffmann-Skulptur von Carin Kreuzberg (1978/1998) in Berlin.
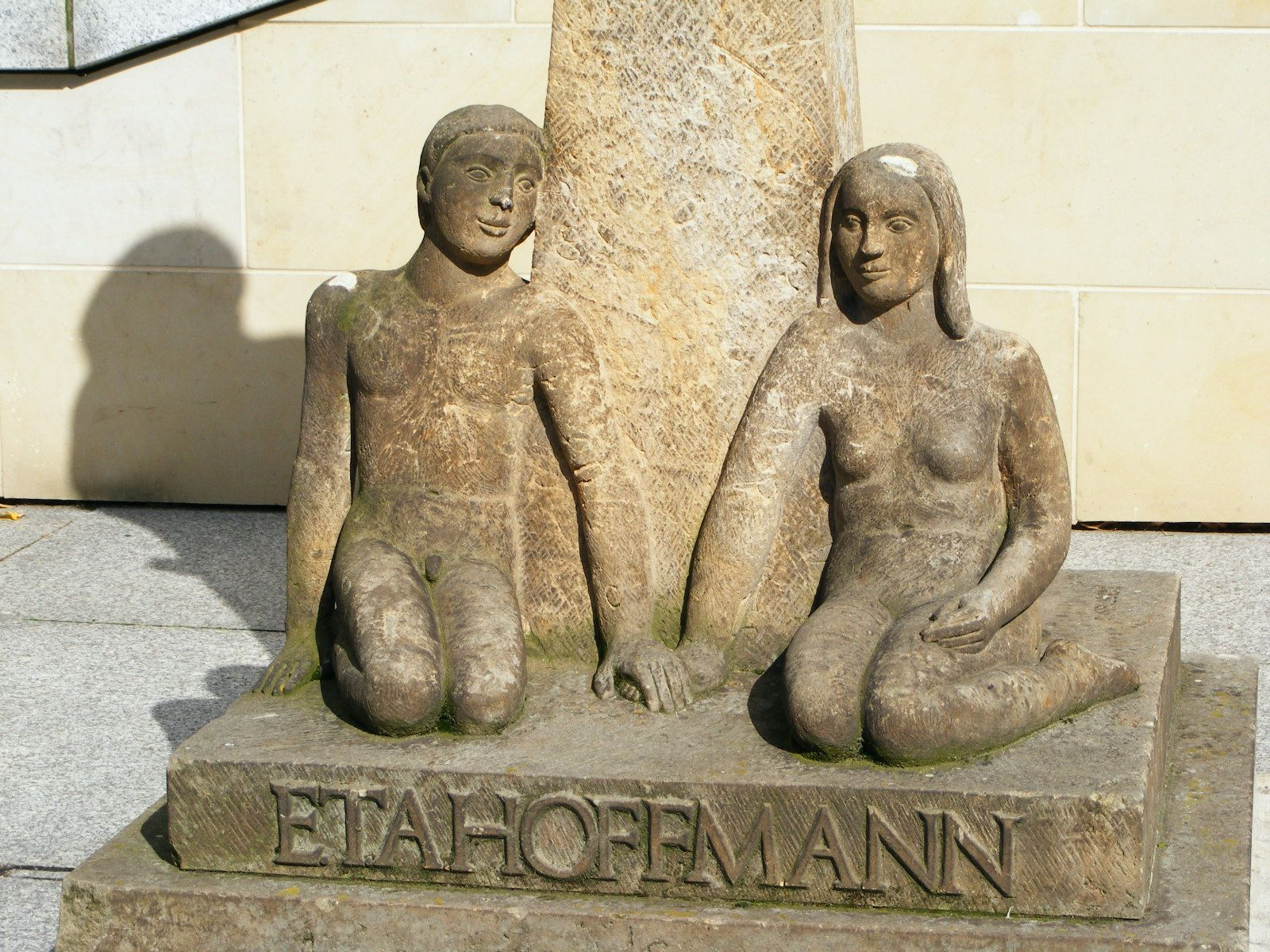
Detail: Paar
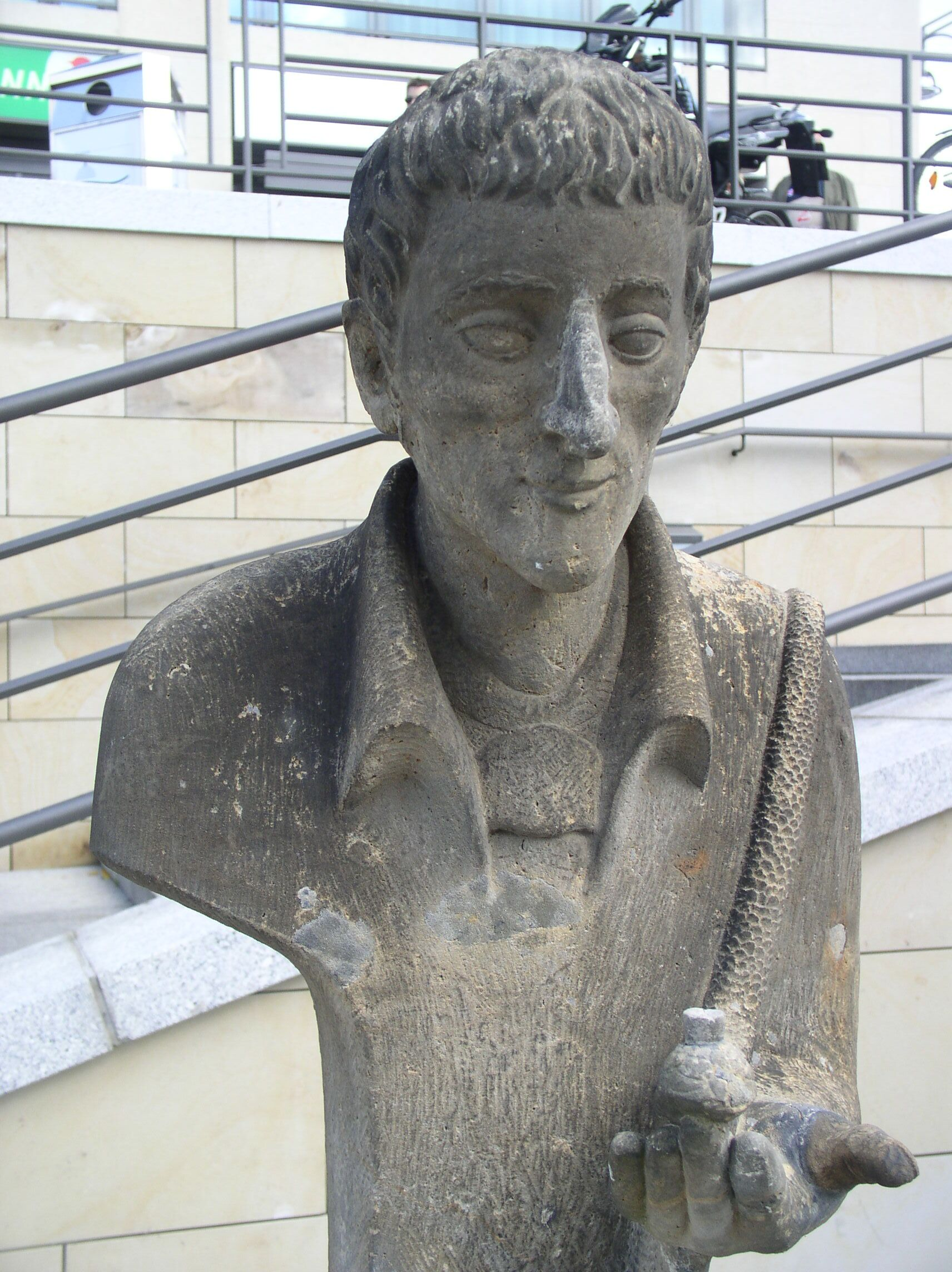
Detail: Der Dichter mit gekrönter Schlange
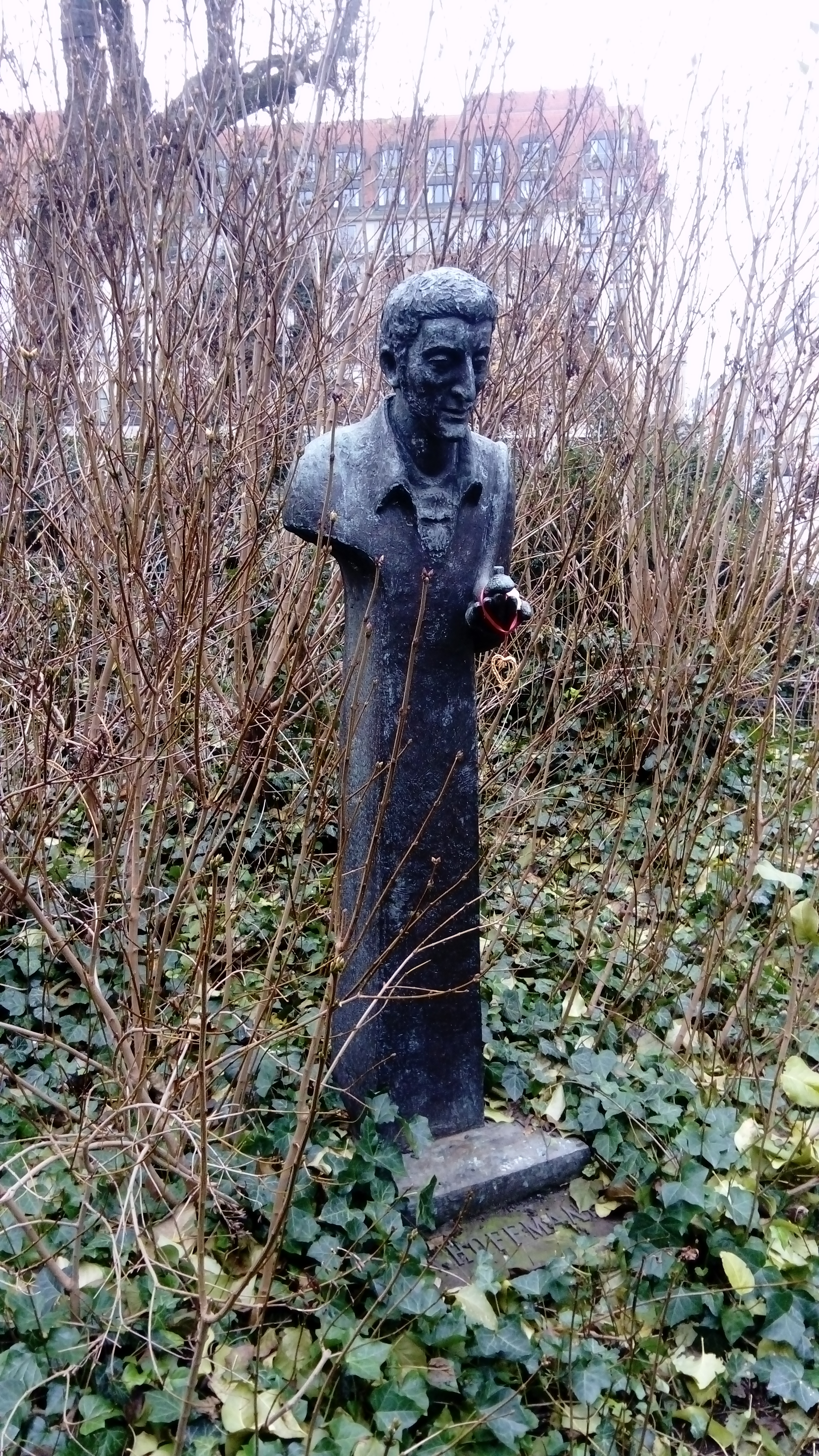
Statue (Kopie) am Gendarmenmarkt in Berlin
60-Pfennig Sonderbriefmarke der Bundespost Berlin (1972)

## Rezeption

### Zeitgenössische Bewertungen im deutschsprachigen Raum
Hoffmanns literarische Zeitgenossen reagierten zwiespältig auf sein Werk und seine Person. Johann Wolfgang von Goethe konnte mit Hoffmanns Schriften nichts anfangen, und auch Joseph von Eichendorff verhielt sich ablehnend. Jean Paul schätzte Hoffmann wenig, nahm aber die Widmung der Fantasiestücke in Callots Manier an. Wilhelm Grimm fand an der Erzählung Nußknacker und Mausekönig zwar Gefallen, urteilte aber:

„Dieser Hoffmann ist mir widerwärtig mit all seinem Geist und Witz von Anfang bis zu Ende.“

Heinrich Heine hingegen und Adelbert von Chamisso schätzten Hoffmanns Werke.
Hoffmanns Werk ist von entscheidender Bedeutung für die musikalische Romantik. Seine Ansichten zur Instrumentalmusik, insbesondere zur 5. Sinfonie Beethovens, zur Oper, insbesondere zum Don Giovanni von Mozart, sowie seine Überlegungen zur Kirchenmusik, insbesondere zu Johann Sebastian Bach und Palestrina, waren richtungsweisend für den musikalischen Diskurs bis zur Mitte des 19. Jahrhunderts. Robert Schumann und Johannes Brahms rezipierten ihn umfassend und komponierten Werke, die auf Hoffmanns Person oder Schriften bezugnahmen. Hoffmanns Gebrauch des Phantastischen in seinen Werken wie auch seine poetologischen Überlegungen darüber prägten maßgeblich das mit, was als das Unheimlich-Phantastische, das Schauderhafte, Böse und Hässliche in der Musik diskutiert wurde.
Nach Hoffmanns Tod fielen die Reaktionen in seinem Heimatland abwertender aus als im Ausland.

### Rezeption in Deutschland
Hoffmanns Erfolg im nichtdeutschsprachigen Raum war immer größer als in seiner Heimat. Dort geriet sein Werk nach seinem Tod mehr und mehr in Vergessenheit. Goethe übersetzte 1827 aus dem umfangreichen Essay Scotts zu den Nachtstücken Hoffmanns, das zwischen „Bewunderung und Kritik“ schwankte, „nur die kurze negative Schlussbemerkung und spitzte die Wendungen Scotts durch seine Übersetzung zu, so dass sie sich als vernichtendes Urteil lesen […]: ‚Es ist unmöglich, Märchen dieser Art irgendeiner Kritik zu unterwerfen; […] es sind fieberhafte Träume eines leichtbeweglichen kranken Gehirns‘“.
Nach Carl Dahlhaus gehöre Hoffmanns 1810 erschienene Rezension zu Ludwig van Beethovens 5. Symphonie zu den „Gründungsurkunden der romantischen Musikästhetik“ und er lobte, dass „der Komponist Hoffmann unstrittig in seinen Rezensionen die Akzente so gesetzt [habe], daß er die strukturellen Ansätze hinter seinen wenigen bislang vorliegenden Instrumentalwerken in den unendlich größeren Dimensionen von Beethovens symphonischem Denken und Schaffen wiederfand.“ Der Musikwissenschaftler Christian Berger sieht den Dichterkomponisten durch die Ästhetik Kants beeinflusst. Nicht minder einflussreich war sein Aufsatz Alte und neue Kirchenmusik, darin er die Bedeutung von Mozarts Requiem erkannte.
Richard Wagner empfing dagegen lebhafte Anregung für eigene Werke durch Texte Hoffmanns. So beeinflussten vor allem Episoden aus den Serapionsbrüdern unter anderem seine Pariser Novellen, die Meistersinger und Tannhäuser. Auch Wagners Der Fliegende Holländer verdankt Hoffmann seinen mystisch-nachtschwarzen Charakter. Wagner verfasste zudem ein Libretto zu Hoffmanns Erzählung Die Bergwerke zu Falun.
Um 1900 fand durch die Vermittlung von Franz Blei und Julius Rodenberg eine Neubewertung des Werks E. T. A. Hoffmanns statt, an die sodann der deutsche Expressionismus anknüpfte.
In der DDR wurden E. T. A. Hoffmanns wichtigste Erzählungen verlegt, es entstanden mit Das Fräulein von Scuderi (1955) und Die Elixiere des Teufels (1973) auch zwei Literaturverfilmungen. Schriftsteller wie Franz Fühmann und Günter de Bruyn setzten sich für sein Werk ein, auch Wolfgang Hilbig und Irmtraud Morgner wurden durch ihn geprägt.
In Westdeutschland war Arno Schmidt maßgeblich vom Werk Hoffmanns geprägt. Von den deutschsprachigen Autoren der Gegenwart haben sich insbesondere Ingo Schulze, Reinhard Stöckel und Uwe Tellkamp, dazu bekannt, dass E. T. A. Hoffmann ihr Vorbild sei. In dem 2008 veröffentlichten Roman Der Turm beschreibt Tellkamp die Aufführung einer dramatisierten Fassung von Hoffmanns Der goldne Topf im Dresden der 1980er Jahre. Stöckel wiederum verarbeitet in seinen Romanen immer wieder Motive aus der Welt der Märchen und Sagen, wobei er ähnlich den magischen Realisten die Ebene des Realen mit der des Fantastischen verbindet.

### Rezeption in Frankreich
Insbesondere in Frankreich avancierte Hoffmann früh zum Klassiker. Honoré de Balzac schätzte sein Werk sehr, literarische Einflüsse werden bei Victor Hugo, Charles Baudelaire und Guy de Maupassant gesehen. Alexandre Dumas der Ältere ließ Hoffmann zum Protagonisten seiner romantischen Novelle Die Dame mit dem Samthalsband werden.
Mit seinem Vorgriff auf die Literatur der Phantastik wurde Hoffmann zur großen Leitfigur der zweiten Generation der französischen Romantik, den so genannten Jeunes-France. Es waren der mit Hoffmann befreundete Berliner Arzt und Dichter David Ferdinand Koreff sowie der Übersetzer François-Adolphe Loève-Veimars, die Hoffmanns Werke kurz nach dessen Tod in Frankreich bekannt machten, wodurch insbesondere Théophile Gautier beeinflusst wurde.
E. T. A. Hoffmann wurde circa dreißig Jahre nach seinem Tod von den französischen Autoren Michel Carré und Jules Paul Barbier zum Protagonisten des Schauspiels Les Contes d’Hoffmann gemacht. Sie wandelten drei seiner Geschichten so ab, dass er in jeder zur Hauptperson wurde, und fügten einige Details aus seiner Biographie und anderen Erzählungen hinzu. Dieses Schauspiel sah der deutsch-französische Komponist Jacques Offenbach und schlug vor, daraus ein Libretto für eine Oper zu gestalten. Dieses verfasste Jules Barbier. Jacques Offenbach konnte den größten Teil der kompositorischen Arbeit vor seinem Tod im Oktober 1880 noch erledigen, hinterließ aber die Oper unvollendet. Die Contes d’Hoffmann (Hoffmanns Erzählungen) gehören heute zum Standardrepertoire der Opernhäuser.

### Rezeption in Russland
E. T. A. Hoffmann genoss in Russland immer eine große Popularität. In den 1830er Jahren war er dort einer der meistgelesenen Autoren. Nikolai Gogol wurde durch ihn wesentlich mitgeprägt und wirkte damit auf die gesamte nachfolgende russische Literatur. Auch Fjodor Dostojewski war in seinem Frühwerk von Hoffmanns Erzählungen beeinflusst.
Geschätzt wurde vor allem die Verknüpfung des scheinbar Phantastischen mit dem Realistischen, die später auch als magischer Realismus bezeichnet wurde. Auch das Ballett Der Nußknacker von Peter Tschaikowski nach der gleichnamigen Erzählung von Hoffmann trug zu dessen Bekanntheit bei.
Daneben gab es auch kritische Stimmen, die vor allem durch Walter Scotts vernichtenden Essay von etwa 1825 beeinflusst waren und die eine natürliche realistische Literatur bevorzugten, wie der einflussreiche Literaturkritiker Belinski.
Im 20. Jahrhundert entstand die literarische Gruppe Serapionsbrüder in Petrograd, benannt nach der gleichnamigen Erzählung von Hoffmann. Diese vertraten einen freien literarischen Stil, der dem Symbolismus nahestand und den sozialistischen Realismus ablehnte. Michail Bulgakows wichtiger Roman Der Meister und Margarita (1940 fertiggestellt) wurde wesentlich von Hoffmanns Werk beeinflusst. Der bedeutende Regisseur Andrej Tarkowski plante einen Film Hoffmanniana, der aber nicht zustande kam.

### Rezeption in weiteren Ländern
Auch Edgar Allan Poe und George Sand schätzten das Werk von E. T. A. Hoffmann sehr. Verheerend waren dagegen die Folgen der Kritik von Walter Scotts Essay über E. T. A. Hoffmann von etwa 1826, in dem er dessen Werk als „krank“ abtat, trotz einer gewissen Bewunderung, und das seitdem eine wichtige Grundlage für die Ablehnung von Hoffmanns Schriften durch Kritiker in vielen Ländern Europas für lange Zeit war.
Die Wirkung der Werke E. T. A. Hoffmanns im gesamteuropäischen Kontext stellt heute eines der interessantesten Kapitel der Rezeptionsgeschichte der deutschen Romantik dar. Besonders zu erwähnen sind hier neben der französischen und russischen Literatur der noch immer kaum erforschte Bezug Hoffmanns zu Polen, wo er sechs Jahre seines Lebens wirkte.
Auch für die Entwicklung des magischen Realismus im 20. Jahrhundert ist sein Werk von Bedeutung.

## Kritik
Hoffmanns heute bekanntes Werk entstand in einer Zeitspanne von dreizehn Jahren. Dass er erst so spät das Bekenntnis zur Schriftstellerei wagte, ist seiner ursprünglichen Präferenz für die Musik zuzuschreiben, Hoffmann fühlte sich eher zum Komponisten berufen. Was vor 1809 an Novellen von ihm verfasst wurde, hatte er entweder nicht freigegeben, oder sie gingen verloren. In vielen seiner Werke blieb er dem Geschmack seiner lesenden Zeitgenossen treu: Erzählungen über unheimliche Begebenheiten, Begegnungen mit dem Teufel, schicksalhafte Wendungen im Leben eines Protagonisten, denen dieser sich nicht entgegenstemmen kann. Allerdings – und das unterscheidet Hoffmanns Werk sowohl von den rationalistischen Schauergeschichten der Aufklärung wie auch von Autoren der ausklingenden „Sturm-und-Drang“-Zeit – verdichtete er seine Erzählungen virtuos zur oft unbeantwortet bleibenden Frage, ob der geschilderte Spuk real stattgefunden oder sich vielleicht nur im Kopf der betroffenen Figur abgespielt hat.
Hoffmann integrierte viel Zeitnahes in seine Werke, zum Beispiel auch Ängste seiner Zeitgenossen vor technischen Neuerungen, die fasziniert und misstrauisch zugleich waren angesichts der Entwicklung von Automaten (die damals nicht mit dem maskulinen Artikel belegt wurden, sondern entweder „die Automate“ oder „das Automat“ hießen). Folgerichtig ist das Schicksal einiger seiner Figuren in fataler Weise mit dieser neuen Errungenschaft verbunden (Der Sandmann, Die Automate), wobei Hoffmann hier in charakteristischer Weise Technik und Okkultismus (insbesondere die Theorien des Mesmerismus) miteinander verbindet.
Hoffmanns Vielseitigkeit, sein zeichnerisches Talent und auch seine Berufsausübung als Jurist ließen ihn zu einem scharfen Beobachter werden. Philistertum und Borniertheit karikierte er zeichnerisch und schließlich auch in Form der Gesellschaftssatire (z. B. Klein-Zaches genannt Zinnober) – und wie recht er mit seiner Einschätzung einiger Zeitgenossen hatte, zeigen die hektischen Überreaktionen des preußischen Polizeiministeriums im Anschluss an die Beschlagnahme des Manuskripts vom Meister Floh.
Allerdings flossen auch antijüdische Klischees in Hoffmanns Werk ein. Nach Gunnar Och sind diese besonders in der Erzählung Die Brautwahl augenfällig. Hier werden Juden mit negativen beziehungsweise ins Lächerliche ziehenden Konnotationen sowohl hinsichtlich ihrer Physiognomie als auch ihres Charakters belegt (z. B. die Nase einer der Figuren, „Geldsucht“, aus opportunistischen Gründen konversionsbereit, „böse Künste“, „schmutzige Kleinlichkeit“, „dummdreist, vorlaut, zudringlich“, „im ganzen Wesen den ausgesprochensten Charakter des Volks aus dem Orient“). Zudem würden immer wieder Parallelen zu beziehungsweise Anspielungen auf Shakespeares Stück Der Kaufmann von Venedig eingebaut.
Hoffmanns Talente waren in ihren vielfältigen Ausdrücken nie scharf voneinander zu trennen. Musik, Schriftstellerei und das Zeichnen, aber auch die Juristerei gingen häufig ineinander über. Zahlreiche seiner Erzählungen illustrierte Hoffmann selbst. Und sogar auf dem Aktendeckel einer von Hoffmann bearbeiteten Justizakte befindet sich eine Karikatur, die zwei Amtsträger, auf einer Katze und einem Hund reitend, aufeinander losgehen lässt.

## Werke

### Literarische Werke
- Fantasiestücke in Callots Manier (1814/1815)
 darin enthalten:
  - Jaques Callot
  - Ritter Gluck
  - Kreisleriana
  - Don Juan
  - Nachricht von den neuesten Schicksalen des Hundes Berganza
  - Der Magnetiseur
  - Der goldne Topf (erstmals erschienen 1814, überarbeitet 1819)
  - Die Abenteuer der Sylvester-Nacht
  - Prinzessin Blandina
- Die Elixiere des Teufels (1815/1816)

- Nachtstücke (1816/1817)
  - Der Sandmann
  - Ignaz Denner
  - Die Jesuiterkirche in G.
  - Das Sanctus
  - Das öde Haus
  - Das Majorat
  - Das Gelübde
  - Das steinerne Herz

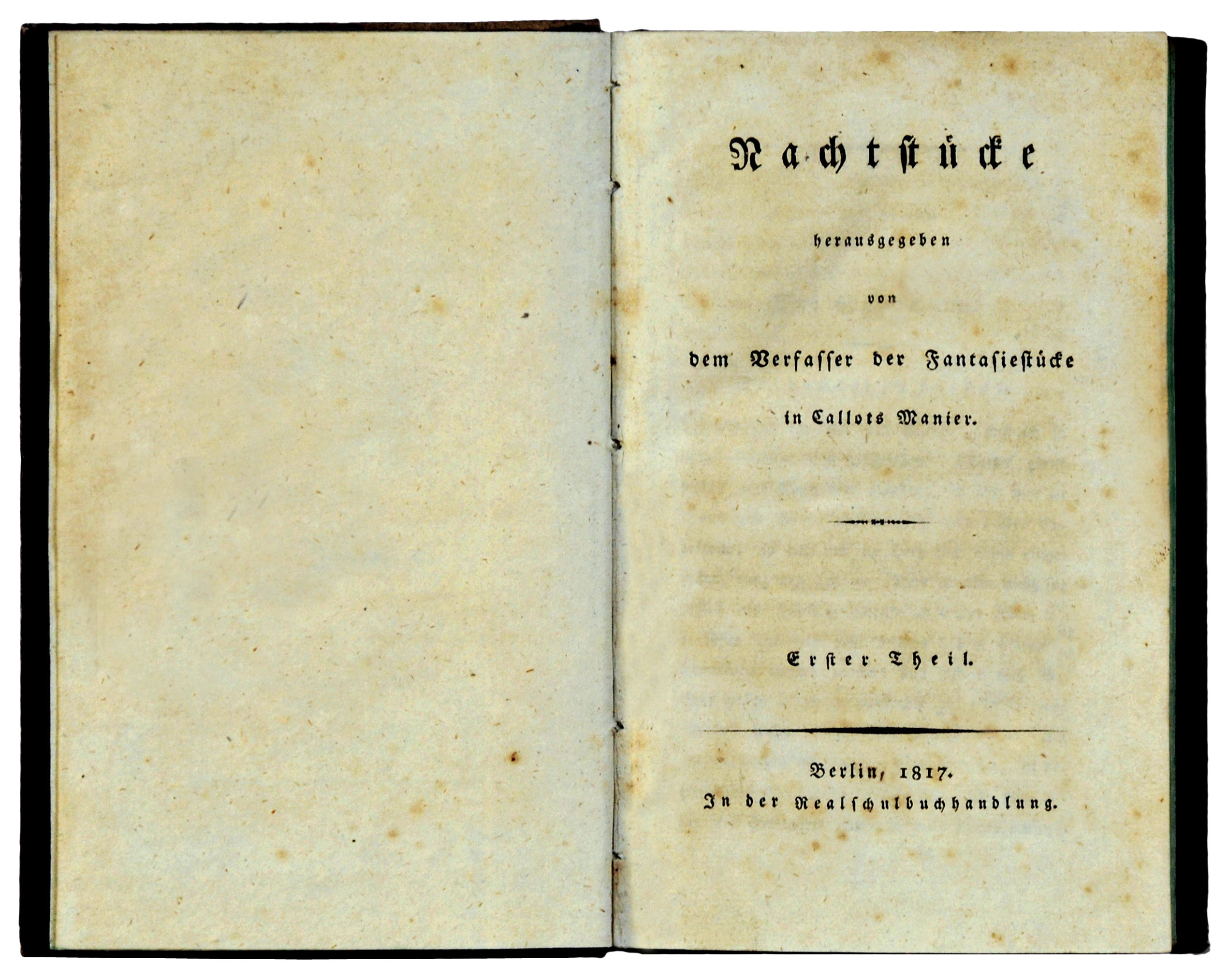
Erstausgabe der Nachtstücke

- Seltsame Leiden eines Theater-Direktors (1818)
- Klein Zaches genannt Zinnober (1819)
- Haimatochare (1819)
- Die Marquise de la Pivardiere (Nach Richers Causes Célèbres) (1820)
- Prinzessin Brambilla (1820)
- Die Serapionsbrüder (1819/1821)
 darin enthalten:
  - Der Einsiedler Serapion
  - Rat Krespel
  - Die Fermate
  - Der Dichter und der Komponist
  - Ein Fragment aus dem Leben dreier Freunde
  - Der Artushof
  - Die Bergwerke zu Falun
  - Nußknacker und Mausekönig
  - Der Kampf der Sänger
  - Die Automate
  - Doge und Dogaresse
  - Meister Martin der Küfner und seine Gesellen
  - Das fremde Kind
  - Nachricht aus dem Leben eines bekannten Mannes
  - Die Brautwahl
  - Der unheimliche Gast
  - Das Fräulein von Scuderi
  - Spieler-Glück
  - Der Baron von B.
  - Signor Formica
  - Zacharias Werner
  - Erscheinungen
  - Der Zusammenhang der Dinge
  - Vampirismus
  - Die ästhetische Teegesellschaft
  - Die Königsbraut
- Lebensansichten des Katers Murr (1819/1821)
- Die Irrungen (1820)
- Die Geheimnisse (1821)
- Die Doppeltgänger (1821)
- Der Elementargeist (1821)
- Datura fastuosa (Der schöne Stechapfel) (1822)
- Meister Floh (1822)
- Des Vetters Eckfenster (1822)
- Der Feind (Fragment) (1822)

Der anonym erschienene erotische Roman Schwester Monika (1815) wurde zeitweise ebenfalls Hoffmann zugeschrieben. Erstmals mutmaßte Gustav Gugitz 1910 die Verfasserschaft, aber auch der Hoffmann-Herausgeber Rudolf Frank lieferte 1924 Gründe. Heute herrscht in der Hoffmann-Forschung die Auffassung, dass die Zuschreibung fälschlicherweise erfolgte.

### Musikalische Werke

#### Vokalmusik
- Messa d-Moll. (1805)
- Trois Canzonettes à 2 et à 3 voix (1807)
- 6 Canzoni per 4 voci a cappella (1808): Ave Maris Stella, De Profundis, Gloria, Salve Redemptor, O Sanctissima, Salve Regina
- Miserere b-Moll (1809), vermutlich identisch mit Requiem
- In des Irtisch weiße Fluten (Kotzebue), Lied (1811)
- Recitativo ed Aria „Prendi l’acciar ti rendo“ (1812)
- Tre Canzonette italiane (1812); 6 Duettini italiani (1812)
- Nachtgesang, Türkische Musik, Jägerlied, Katzburschenlied für Männerchor (1819–1821)

#### Bühnenwerke
- Die Maske (Libretto: E. T. A. Hoffmann), Singspiel (1799)
- Die lustigen Musikanten (Libretto: Clemens Brentano), Singspiel (1804)
- Bühnenmusik zu Zacharias Werners Trauerspiel Das Kreuz an der Ostsee (1805)
- Liebe und Eifersucht Calderón / August Wilhelm Schlegel (1807)[53]
- Arlequin, Ballettmusik (1808)
- Der Trank der Unsterblichkeit (Libretto: Julius von Soden), romantische Oper (1808)
- Wiedersehn! (Libretto: E. T. A. Hoffmann), Prolog (1809)
- Dirna (Libretto: Julius von Soden), Melodram (1809)
- Bühnenmusik zu Julius von Sodens Drama Julius Sabinus (1810)
- Saul, König von Israel (Libretto: Joseph von Seyfried), Melodram (1811)
- Aurora (Libretto: Franz Ignaz von Holbein), heroische Oper (1812)
- Undine (Libretto: Friedrich de La Motte Fouqué), Zauberoper (1816)
- Der Liebhaber nach dem Tode (in den Anfängen steckengeblieben)

#### Instrumentalmusik
- Rondo für Klavier (1794/1795)
- Ouvertura. Musica per la chiesa d-moll (1801)
- 5 Klaviersonaten: A-Dur, f-moll, F-Dur, f-moll, cis-moll (1805–1808)
- Große Fantasie für Klavier (1806) (nicht erhalten)
- Sinfonie Es-Dur (1806)
- Harfenquintett c-moll (1807)
- Grand Trio E-Dur (1809) für Violine, Violoncello und Klavier
- Walzer zum Karolinentag (1812) (nicht erhalten)
- Serapions-Walzer (1818–1821) (Manuskript 2017 wiederentdeckt)[54][55]
- Fantasie Teutschlands Triumph in der Schlacht bei Leipzig (1814 in Leipzig unter dem Pseudonym Arnulph Vollweiler erschienen) (verschollen)

### Gesamtausgaben
- E. T. A. Hoffmann’s ausgewählte Schriften. 10 Teile in 10 oder 5 Bänden. Reimer, Berlin 1827–1828
- E. T. A. Hoffmann’s gesammelte Schriften. 12 Teile in 6 Bänden. Reimer, Berlin 1844–1845, ²1857, ³1871–1873 (diese Ausgaben mit den Federzeichnungen von Theodor Hosemann)
- E. T. A. Hoffmann’s Werke. In: National-Bibliothek sämmtlicher deutschen Classiker: Sammlung 2. Hempel, Berlin 1879–83
- Eduard Grisebach (Hrsg.): E. T. A. Hoffmann. Sämtliche Werke in 15 Bänden. Hessescher Verlag, Leipzig 1900 (2., um musikalische Schriften vermehrte Auflage 1909)
- Carl Georg von Maassen (Hrsg.): E. T. A. Hoffmann. Sämtliche Werke. Historisch-kritische Ausgabe mit Einleitungen, Anmerkungen und Lesarten. 9 Bände (15 Bände geplant, erschienen sind nur die Bände 1–4, 6–8 und 9/10). Georg Müller, München 1908–1928
- Georg Ellinger (Hrsg.): E. T. A. Hoffmanns Werke in fünfzehn Teilen. Auf Grund der Hempelschen Ausgabe neu herausgegeben. Deutsches Verlagshaus Bong & Co., Berlin/Leipzig/Wien/Stuttgart 1912
- Hans von Müller (Hrsg.): E. T. A. Hoffmann im persönlichen und brieflichen Verkehr. Sein Briefwechsel und die Erinnerungen seiner Bekannten. 4 Bände. Paetel, Berlin 1912.
- Leopold Hirschberg (Hrsg.): E. T. A. Hoffmanns sämmtliche Werke. Serapions-Ausgabe in 14 Bänden, Berlin 1922, W. de Gruyter. [authentische Orthographie, alle erhaltenen Werke in chronologischer Ordnung]
- Adolf Spemann (Hrsg.) Musikalische Dichtungen und Aufsätze von E. T. A. Hoffmann. Musikalische Volksbücher. J. Engelhorns Nachfahren, Stuttgart 1922.
- Walther Harich (Hrsg.): E. T. A. Hoffmann. Dichtungen und Schriften sowie Briefe und Tagebücher. Gesamtausgabe in 15 Bänden. Lichtenstein, Weimar 1924
- Klaus Kanzog (Hrsg.): E. T. A. Hoffmann. Poetische Werke. Mit Federzeichnungen von Walter Wellenstein. 12 Bände. de Gruyter, Berlin 1957–1962
- E. T. A. Hoffmann, Poetische Werke, 6 Bände, Aufbau-Verlag, Berlin, 1958, mit einem Essay Hans Mayers „Die Wirklichkeit E. T. A. Hoffmanns – Ein Versuch“.
- Walter Müller-Seidel (Hrsg.): E. T. A. Hoffmann. Sämtliche Werke in Einzelbänden (= Winkler-Ausgabe), 6 Bände; Winkler Verlag, München 1960–1965. [authentische Interpunktion, modernisierte Orthographie]
  - Band 1, 1960 Fantasie- und Nachtstücke. Anmerkungen: Wolfgang Kron.
  - Band 2, 1961 Elixiere des Teufels, Kater Murr. Anmerkungen: Wolfgang Kron.
  - Band 3, 1963 Serapions-Brüder. Anmerkungen: Wulf Segebrecht.
  - Band 4, 1965 Späte Werke. Anmerkungen: Wulf Segebrecht.
  - Band 5, 1963 Schriften zur Musik. Anmerkungen: Friedrich Schnapp.
  - Band 6, 1963 Nachlese. Anmerkungen: Friedrich Schnapp.

Ergänzend:
- Briefwechsel. Gesammelt und erläutert von Hans von Müller und Friedrich Schnapp. 3 Bände. Winkler Verlag, München 1968.
- Tagebücher. Nach der Ausgabe Hans von Müllers mit Erklärungen herausgegeben von Friedrich Schnapp. Winkler Verlag, München 1971.
- Juristische Arbeiten. Winkler Verlag, München 1973.
- E. T. A. Hoffmann in Aufzeichnungen seiner Freunde. Winkler Verlag, München 1974.
- Der Musiker E. T. A. Hoffmann – Ein Dokumentenband, herausgegeben von Friedrich Schnapp. Gerstenberg, Hildesheim 1981.

- Hans Joachim Kruse et al. (Hrsg.): E. T. A. Hoffmann. Gesammelte Werke in Einzelausgaben. 9 Bände (Ursprünglich auf 12 Bände angelegt, die juristischen Schriften/Tagebücher/Briefe sind jedoch nicht erschienen). Aufbau, Berlin 1976–1988. Neuausgabe (8 Bände): Aufbau, Berlin 1994, ISBN 3-351-02261-1.
- E. T. A. Hoffmann: Sämtliche Werke in sechs Bänden. Hrsg. von Hartmut Steinecke und Wulf Segebrecht. Deutscher Klassiker Verlag, Frankfurt am Main 1985–2004.
  - Band 1: Frühe Prosa, Briefe, Tagebücher, Libretti, Juristische Schriften. Werke 1794–1813. Hrsg. von Gerhard Allroggen u. a. (= Bibliothek deutscher Klassiker. 182). Frankfurt am Main 2003, ISBN 3-618-60855-1.
  - Band 2,1: Fantasiestücke in Callot’s Manier. Werke 1814. Hrsg. v. Hartmut Steinecke unter Mitarbeit von Gerhard Allroggen und Wulf Segebrecht (= Bibliothek deutscher Klassiker. 98). Frankfurt am Main 1993, ISBN 3-618-60860-8.
  - Band 2,2: Die Elixiere des Teufels. Werke 1814–1816. Hrsg. von Hartmut Steinecke und Gerhard Allroggen (= Bibliothek deutscher Klassiker. 37). Frankfurt am Main 1988, ISBN 3-618-60840-3.
  - Band 3: Nachtstücke, Klein Zaches, Prinzessin Brambilla. Werke 1816–1820. Hrsg. von Hartmut Steinecke unter Mitarbeit von Gerhard Allroggen (= Bibliothek deutscher Klassiker. 7). Frankfurt am Main 1985, ISBN 3-618-60870-5.
  - Band 4: Die Serapions-Brüder. Hrsg. von Wulf Segebrecht und Ursula Segebrecht (= Bibliothek deutscher Klassiker. 175). Frankfurt am Main 2001, ISBN 3-618-60880-2.
  - Band 5: Lebens-Ansichten des Katers Murr. Werke 1820–1821. Hrsg. von Hartmut Steinecke und Gerhard Allroggen (= Bibliothek deutscher Klassiker. 75). Frankfurt am Main 1992, ISBN 3-618-60890-X.
  - Band 6: Späte Prosa, Briefe, Tagebücher und Aufzeichnungen, Juristische Schriften. Werke 1814–1822. Hrsg. von Gerhard Allroggen, Friedhelm Auhuber, Hartmut Mangold, Jörg Petzel, Hartmut Steinecke (= Bibliothek deutscher Klassiker. 185). Frankfurt am Main 2004, ISBN 3-618-60900-0.

### Digitale Ausgabe
- E. T. A. Hoffmann Werke, ausgewählt von Mathias Bertram, Directmedia Publishing GmbH, Berlin 2004, Digitale Bibliothek Band 8, ISBN 3-89853-408-1.

## Adaptionen

### Musik
- Kreisleriana von Robert Schumann, 1838, Klavierzyklus, nahm Bezug auf die Erzählungen Kreisleriana sowie die Figur des Kapellmeisters Johannes Kreisler.
- Coppélia von Leo Délibes, 1870 in Paris uraufgeführt, Ballett, nach der Erzählung Der Sandmann
- Der Nußknacker von Peter Tschaikowski, 1892, Ballett, häufig aufgeführt, verwendete Hoffmanns Märchen Nußknacker und Mausekönig als literarische Vorlage.
- Hoffmanns Erzählungen (Les Contes d’Hoffmann) von Jacques Offenbach, 1881 in Paris uraufgeführte Oper, sehr erfolgreich, über E. T. A. Hoffmann.
- Die Brautwahl von Ferruccio Busoni, 1905, Oper, basiert auf der gleichnamigen Erzählung aus den Serapionsbrüdern.
- Cardillac von Paul Hindemith, 1926, Oper, basiert auf der Erzählung Das Fräulein von Scuderi.
- Das Collier des Todes von Manfred Knaak, 2007, Musical, beruht ebenfalls auf der Erzählung Das Fräulein von Scuderi.

### Illustrationen
- Hoffmann entwarf zu seinen Erzählungen und Romanen Bilder für die Buchumschläge.
- Theodor Hosemann bebilderte die erste vollständige Gesamtausgabe der Werke Hoffmanns in Deutschland (1844/45 im Verlag Reimer in Berlin) bebilderte.
- Französische Ausgaben wurden u. a. von Camille Rogier (1810–1896) und Valentin Foulquier (1822–1896) illustriert.[56]

### Filme
Es gibt über 100 Filme nach Motiven von Werken von E. T. A. Hoffmann. Einige deutschsprachige waren
- Das Fräulein von Scuderi, DEFA 1955[58]
- Cardillac (nach Das Fräulein von Scuderi), BRD 1969
- Die Elixiere des Teufels, DEFA 1973

### Nicht realisierte Filmszenarien
- Andrei Tarkowskij schrieb 1974 ein Filmbuch unter dem Titel Hoffmanniana (bearbeitet 1984), ohne den Film zu realisieren.
- Franz Fühmann konzipierte im April 1974 ein Spielfilmszenarium des öden Hauses von E.T.A. Hoffmann und fertigte den Entwurf dazu im Sommer 1984 unter dem Titel Das öde Haus. Ein Nachtstück von E.T.A. Hoffmann (es handelt sich um die letzte Arbeit Fühmanns vor seinem Tod), ein Film wurde nicht realisiert.

### Hörspielbearbeitung
Nach Werken von E. T. A. Hoffmann
- 1965: Das Fräulein von Scuderi. Mit Maria Nicklisch (Fräulein von Scuderi), Lina Carstens (Martiniére), Herbert Kroll (Bastiste), Elfriede Gerhard (Marquise von Maintenon), Fritz Straßner (René Cardillac), Christa Berndl (Madelon), Hans Michael Rehberg (Olivier Brusson), Horst Tappert (König), Wolf Dieter Euba (Erzähler) u. v. a. Regie: Edmund Steinberger. BR 1965.
- 2006: Die Serapions-Brüder. Hörspiel in 12 Teilen. Mit Herbert Fritsch, Felix von Manteuffel, Bernhard Schütz, Stefan Wilkening, Werner Wölbern, Manfred Zapatka u. a. Manuskript, Komposition und Regie: Klaus Buhlert. BR Hörspiel und Medienkunst 2006. Als Podcast/Download im BR Hörspiel Pool.[60]
- 2010: Der Sandmann. Gruselkabinett Folge 42. Mit Hasso Zorn, Marius Clarén, Henri Färber, Norbert Langer, Cornelia Meinhardt, Tanya Kahana u. a. Buch: Marc Gruppe. Regie und Produktion: Marc Gruppe und Stephan Bosenius. Titania Medien 2010.[61]
- 2010: Nussknacker und Mausekönig. Titania Special Folge 6. Mit Roland Hemmo, Otto Mellies, Susanne Uhlen, Norbert Langer, Tanya Kahana u. a. Buch: Marc Gruppe. Regie und Produktion: Marc Gruppe und Stephan Bosenius. Titania Medien 2010.[62]
- 2023: Der Ghoul. Gruselkabinett Folge 186. Mit Thomas Balou Martin, Jesse Grimm, Jürgen Thormann, Tom Raczko, Arianne Borbach, Ferdi Özten, David Berton, Uschi Hugo u. a. Buch: Marc Gruppe. Regie und Produktion: Marc Gruppe und Stephan Bosenius. Titania Medien 2023.[63]

Über E. T. A. Hoffmann
- Hoffmanniana: Hörspiel nach einem Szenario von Andrej Tarkowskij. Bearbeitung/Regie: Kai Grehn. Komposition: Kai-Uwe Kohlschmidt. Produktion: rbb/SWR 2004.

### Allgemeines
- E. T. A. Hoffmann-Gesellschaft (Hrsg.): E. T. A. Hoffmann-Jahrbuch. Erich-Schmidt-Verlag, Berlin, Band 1.1992/93 ff. ISSN 0944-5277
- Jürgen Manthey: Die Geburt eines Weltkünstlers (E. T. A. Hoffmann), in ders.: Königsberg. Geschichte einer Weltbürgerrepublik. München 2005, ISBN 978-3-423-34318-3, S. 397–423.
- Detlef Kremer (Hrsg.): E. T. A. Hoffmann. Leben – Werk – Wirkung. Walter de Gruyter, Berlin/New York 2009, ISBN 978-3-11-018382-5.
- Bernd Hesse, Jörg Petzel: E. T. A. Hoffmann. Ein Lebensbild in Anekdoten, Eulenspiegel-Verlag, Berlin 2021, ISBN 978-3-359-03013-3.

### Biographien und Gesamtdarstellungen
- Peter Braun: E. T. A. Hoffmann. Dichter, Zeichner, Musiker. Biographie. Artemis und Winkler, Düsseldorf u. a. 2004, ISBN 3-538-07175-6.
- Peter Braun: E. T. A. Hoffmann in Bamberg. Erich Weiß Verlag, Bamberg 2014, ISBN 978-3-940821-38-6.
- Georg Ellinger (Hrsg.): Lebensbild. In: E. T. A. Hoffmanns Werke in fünfzehn Teilen. Auf Grund der Hempelschen Ausgabe neu herausgegeben. Deutsches Verlagshaus Bong & Co., Berlin/Leipzig/Wien/Stuttgart 1912, Band 1, S. VII–CXXVIII.
- Wilhelm Ettelt: E. T. A. Hoffmann. Der Künstler und Mensch. Königshausen & Neumann, Würzburg 1981, ISBN 3-88479-031-5.
- Brigitte Feldges, Ulrich Stadler: E. T. A. Hoffmann. Epoche – Werk – Wirkung. Beck, München 1986, ISBN 3-406-31241-1.
- Susanne Gröble: E. T. A. Hoffmann. (= Universal-Bibliothek. 15222). Reclam, Stuttgart 2000, ISBN 3-15-015222-4.
- Klaus Günzel: E. T. A. Hoffmann. Leben und Werk in Briefen, Selbstzeugnissen und Zeitdokumenten. Bibliographie. Verlag der Nation, Berlin 1976, DNB 760255245.
- Gerhard R. Kaiser: E. T. A. Hoffmann. (= Sammlung Metzler. 243; Realien zur Literatur). Metzler, Stuttgart 1988, ISBN 3-476-10243-2.
- Eckart Kleßmann: E. T. A. Hoffmann oder die Tiefe zwischen Stern und Erde. Eine Biographie. (= Insel-Taschenbuch. 1732). Insel-Verlag, Frankfurt am Main 1995, ISBN 3-458-33432-7.
- Detlef Kremer: E. T. A. Hoffmann zur Einführung. (= Zur Einführung. 166). Junius, Hamburg 1998, ISBN 3-88506-966-0.
- James M. McGlathery: E. T. A. Hoffmann. World Authors Series (Book 868) Twayne Publishers, Boston 1997, ISBN 978-0-8057-4619-8.
- Rüdiger Safranski: E. T. A. Hoffmann. Das Leben eines skeptischen Phantasten. (= Fischer-Taschenbücher; 14301). Fischer-Taschenbuch-Verlag, Frankfurt am Main 2000, ISBN 3-596-14301-2.
- Wulf Segebrecht: Hoffmann, Ernst Theodor Wilhelm. In: Neue Deutsche Biographie (NDB). Band 9, Duncker & Humblot, Berlin 1972, ISBN 3-428-00190-7, S. 407–414 (Digitalisat).
- Wulf Segebrecht: Heterogenität und Integration. Studien zu Leben, Werk und Wirkung E. T. A. Hoffmanns. (= Helicon. 20). Lang, Frankfurt u. a. 1996, ISBN 3-631-47202-1.
- Hartmut Steinecke: E. T. A. Hoffmann. (= Universal-Bibliothek. 17605). Reclam, Stuttgart 1997, ISBN 3-15-017605-0.
- Hartmut Steinecke: Die Kunst der Fantasie. E. T. A. Hoffmanns Leben und Werk. Insel, Frankfurt am Main u. a. 2004, ISBN 3-458-17202-5.
- Hartmut Steinecke (Hrsg.): E. T. A. Hoffmann. (Reihe: Studium). Forschungsbericht. Wissenschaftliche Buchgesellschaft, Darmstadt 2006.
- Gerhard Weinholz: E. T. A. Hoffmann. Dichter, Psychologe, Jurist. (Reihe Literaturwissenschaft in der Blauen Eule. 9). Die Blaue Eule, Essen 1991, ISBN 3-89206-431-8.
- Gabrielle Wittkop-Ménardeau: E. T. A. Hoffmann. Mit Selbstzeugnissen und Bilddokumenten. (= Rowohlts Monographien. 50113). Rowohlt, Reinbek 1966, ISBN 3-499-50113-9 (17. Auflage 2004).

### Hoffmann als Musiker
- Fausto Cercignani: E. T. A. Hoffmann, Italien und die romantische Auffassung der Musik. In: S. M. Moraldo (Hrsg.): Das Land der Sehnsucht. E. T. A. Hoffmann und Italien. Winter, Heidelberg 2002, ISBN 3-8253-1194-5, S. 191–201.
- Hermann Dechant: E. T. A. Hoffmans Oper Aurora (= Regensburger Beiträge zur Musikwissenschaft, Band 2). Bosse, Regensburg 1975, ISBN 3-7649-2118-8.
- Werner Keil: E. T. A. Hoffmann als Komponist. Studien zur Kompositionstechnik an ausgewählten Werken (= Neue musikgeschichtliche Forschungen, 14). Breitkopf und Härtel, Wiesbaden 1986, ISBN 3-7651-0229-6.
- Diau-Long Shen: E. T. A. Hoffmanns Weg zur Oper. Von der Idee des Romantischen zur Genese der romantischen Oper (= Perspektiven der Opernforschung, hrsg. von Jürgen Maehder und Thomas Betzwieser, Band 24). Peter Lang Academic Research, Frankfurt am Main 2016, ISBN 3-631-66397-8.

### Hoffmann als Literat
- Michael Bienert: E.T.A. Hoffmanns Berlin. Literarische Schauplätze, Verlag für Berlin-Brandenburg, Berlin 2015, ISBN 978-3-945256-30-5.
- Klaus Deterding: Die Poetik der inneren und äußeren Welt bei E. T. A. Hoffmann. Zur Konstitution des Poetischen in den Werken und Selbstzeugnissen. Dissertation, FU Berlin. (= Berliner Beiträge zur neueren deutschen Literaturgeschichte. 15). Lang, Frankfurt am Main u. a. 1991, ISBN 3-631-44062-6.
- Klaus Deterding: Magie des Poetischen Raums. E. T. A. Hoffmanns Dichtung und Weltbild. Winter, Heidelberg 1999, ISBN 3-8253-0541-4 (Beiträge zur neueren Literaturgeschichte. Dritte Folge, Band 152)
- Klaus Deterding: Das allerwunderbarste Märchen. E. T. A. Hoffmanns Dichtung und Weltbild. Band 3, Königshausen & Neumann, Würzburg 2003, ISBN 3-8260-2389-7.
- Klaus Deterding: Hoffmanns Poetischer Kosmos. E. T. A. Hoffmanns Dichtung und Weltbild. Band 4, Königshausen & Neumann, Würzburg 2003, ISBN 3-8260-2615-2.
- Manfred Engel: E. T. A. Hoffmann und die Poetik der Frühromantik – am Beispiel von „Der Goldne Topf“. In: Bernd Auerochs, Dirk von Petersdorff (Hrsg.): Einheit der Romantik? Zur Transformation frühromantischer Konzepte im 19. Jahrhundert. Paderborn u. a. 2009, ISBN 978-3-506-76665-6, S. 43–56.
- Franz Fühmann: Fräulein Veronika Paulmann aus der Pirnaer Vorstadt oder Etwas über das Schauerliche bei E. T. A. Hoffmann. Rostock 1979 / Hamburg 1980, ISBN 3-455-02281-2.
- Lutz Hagestedt: Das Genieproblem bei E. T. A. Hoffmann. Eine Interpretation seiner späten Erzählung „Des Vetters Eckfenster“. Friedl Brehm, München 1991 (erneut: belleville, München 1999, ISBN 3-923646-82-8).
- Johannes Harnischfeger: Die Hieroglyphen der inneren Welt. Romantikkritik bei E. T. A. Hoffmann. Westdeutscher Verlag, Opladen 1988, ISBN 3-531-12019-0.
- Christian Jürgens: Das Theater der Bilder. Ästhetische Modelle und literarische Konzepte in den Texten E. T. A. Hoffmanns. Manutius-Verlag, Heidelberg 2003, ISBN 3-934877-29-X.
- Sarah Kofman: Schreiben wie eine Katze. Zu E. T. A. Hoffmanns 'Lebens-Ansichten des Katers Murr'. Edition Passagen, Graz 1985, ISBN 3-205-01301-8.
- Detlef Kremer: Romantische Metamorphosen. E. T. A. Hoffmanns Erzählungen. Metzler, Stuttgart u. a. 1993, ISBN 3-476-00906-8.
- Detlef Kremer: E. T. A. Hoffmann. Erzählungen und Romane. Erich Schmidt, Berlin 1999, ISBN 3-503-04939-8.
- Alexander Kupfer: Porträt des Künstlers als Spalanzanische Fledermaus. Rausch und Vision bei ETAH. In: dsb: Die künstlichen Paradiese. Rausch und Realität seit der Romantik. Ein Handbuch. Metzler, Stuttgart 2006, ISBN 3-476-02178-5, S. 479–502 (Düsseldorf, Univ., Diss., 1994; zuerst 1996: ISBN 3-476-01449-5).
- Peter von Matt: Die Augen der Automaten. E. T. A. Hoffmanns Imaginationslehre als Prinzip seiner Erzählkunst. Tübingen 1971 (Habilitationsschrift).
- Magdolna Orosz: Identität, Differenz, Ambivalenz. Erzählstrukturen und Erzählstrategien bei E. T. A. Hoffmann. (= Budapester Studien zur Literaturwissenschaft. 1). Lang, Frankfurt am Main u. a. 2001, ISBN 3-631-38248-0.
- Jean-Marie Paul (Hrsg.): Dimensionen des Phantastischen. Studien zu E. T. A. Hoffmann. Röhrig Universitätsverlag, St. Ingbert 1998, ISBN 978-3-86110-173-4.
- Stefan Ringel: Realität und Einbildungskraft im Werk E. T. A. Hoffmanns. Böhlau, Köln u. a. 1997, ISBN 3-412-04697-3.
- Günter Saße (Hrsg.): Interpretationen. E. T. A. Hoffmann: Romane und Erzählungen. Reclam, Stuttgart 2004.
- Olaf Schmidt: „Callots fantastisch karikierte Blätter“. Intermediale Inszenierungen und romantische Kunsttheorie im Werk E. T. A. Hoffmanns. (= Philologische Studien und Quellen. 181). Schmidt, Berlin 2003, ISBN 3-503-06182-7.
- Jörn Steigerwald: Die fantastische Bildlichkeit der Stadt. Zur Begründung der literarischen Fantastik im Werk E. T. A. Hoffmanns (= Stiftung für Romantikforschung, 14). Würzburg 2001.
- Hartmut Steinecke: Kommentar. In: E. T. A. Hoffmann: Sämtliche Werke in sechs Bänden. Hrsg. von Hartmut Steinecke und Wulf Segebrecht, Frankfurt am Main 1985–2004 (= Bibliothek deutscher Klassiker), Band 3: Nachtstücke. Klein Zaches. Prinzessin Brambilla. Werke 1816–1820. Hrsg. von Hartmut Steinecke unter Mitarbeit von Gerhard Allroggen, Frankfurt am Main (Neuauflage) 2009, ISBN 978-3-618-68036-9, S. 921–1178.
- Peter Tepe, Jürgen Rauter, Tanja Semlow: Interpretationskonflikte am Beispiel von E. T. A. Hoffmanns „Der Sandmann“. Kognitive Hermeneutik in der praktischen Anwendung. Studienbuch Literaturwissenschaft. Königshausen & Neumann, Würzburg 2009, ISBN 978-3-8260-4094-8.

### Hoffmann als Jurist
- E.T.A. Hoffmann-Portal der Staatsbibliothek Berlin: E.T.A. Hoffmann als Jurist, Autor: Hartmut Mangold[64]
- Arwed Blomeyer: E. T. A. Hoffmann als Jurist. Eine Würdigung zu seinem 200. Geburtstag. Vortrag gehalten am 23. Januar 1976. De Gruyter, Berlin 1978, ISBN 3-11-007735-3.
- Hans Günther: E. T. A. Hoffmans Berliner Zeit als Kammergerichtsrat. Über den Dichterjuristen, speziell in Sachen „Turnvater Jahn“ – von einem Kollegen und heutigen Kammergerichtsrat a. D. Presse- und Informationsamt des Landes Berlin, 1976 (= Berliner Forum; 3/76).
- Bernd Hesse: „Das Fräulein von Scuderi“ – E. T. A. Hoffmanns Streben nach richterlicher Unabhängigkeit. In: Peter Hanau, Jens T. Thau und Harm Peter Westermann (Hrsg.): Gegen den Strich. Festschrift für Klaus Adomeit. Luchterhand, Köln 2008, ISBN 978-3-472-06876-1, S. 275–290.
- Bernd Hesse: Reflexion und Wirkung der juristischen Tätigkeit im Werk E. T. A. Hoffmanns. Peter Lang Verlag, Frankfurt am Main 2009, ISBN 978-3-631-58510-8.
- Alfred Hoffmann: E. T. A. Hoffmann. Leben und Arbeit eines preußischen Richters. Nomos-Verlag, Baden-Baden 1990, ISBN 3-7890-2125-3.
- Hartmut Mangold: Gerechtigkeit durch Poesie. Rechtliche Konfliktsituationen und ihre literarische Gestaltung bei E. T. A. Hoffmann. Dt. Univ.-Verlag, Wiesbaden 1989, ISBN 3-8244-4030-X.
- Ulrich Mückenberger: Ernst Theodor Amadeus Hoffmann (1776–1822). „Das Literarische macht frei ...“ In: Kritische Justiz (Hrsg.): Streitbare Juristen. Eine andere Tradition. Nomos, Baden-Baden 1988, ISBN 3-7890-1580-6, S. 19–32.
- Rolf Meier: Dialog zwischen Jurisprudenz und Literatur: Richterliche Unabhängigkeit und Rechtsabbildung in E. T. A. Hoffmanns „Das Fräulein von Scuderi“. Nomos Verlags Gesellschaft, Baden-Baden 1994, ISBN 3-7890-3428-2.
- Georg Reuchlein: Das Problem der Zurechnungsfähigkeit bei E. T. A. Hoffmann und Georg Büchner. Zum Verhältnis von Literatur, Psychiatrie und Justiz im frühen 19. Jahrhundert. Peter Lang Verlag, Frankfurt am Main 1985, ISBN 3-8204-8596-1.

### Spezialliteratur
- Friedhelm Auhuber: In einem fernen dunklen Spiegel. E. T. A. Hoffmanns Poetisierung der Medizin. Westdeutscher Verlag, Opladen 1986, ISBN 3-531-11763-7.
- Jürgen Glauner: Ein wiederentdecktes Hoffmann-Porträt von der Hand Johann Friedrich Wilhelm Müllers (1782–1816). online.
- Peter Lachmann: Durchflug. E. T. A. Hoffmann in Schlesien. Ein Lesebuch. Deutsches Kulturforum östliches Europa. Potsdam 2011, ISBN 978-3-936168-49-5.
- Dennis Lemmler: Verdrängte Künstler – Blut-Brüder – Serapiontische Erzieher. Die Familie im Werk E. T. A. Hoffmanns. Dissertation (Bonn). Aisthesis, Bielefeld 2011, ISBN 978-3-89528-827-2.
- Hermann Leupold: E. T. A. Hoffmann … als Student in Königsberg 1792 bis 1795. Einst und Jetzt, Band 36 (1991), S. 9–79.
- Rainer Lewandowski: E. T. A. Hoffmann und Bamberg. Fiktion und Realität. Über eine Beziehung zwischen Leben und Literatur. Fränkischer Tag, Bamberg 1995, ISBN 3-928648-20-9.
- Jörg Petzel: Teufelspuppen, brennende Perücken, Magnetiseure, Hüpf- und Schwungmeister – E. T. A. Hoffmann in Berlin. Verlag für Berlin-Brandenburg 2015, ISBN 978-3-945256-36-7.
- Elke Riemer-Buddecke: E.T.A. Hoffmann - Porträts und Illustrationen. Frank & Timme, Berlin 2024, ISBN 978-3-7329-1011-3.
- Michael Rohrwasser: Coppelius, Cagliostro und Napoleon. Der verborgene politische Blick E. T. A. Hoffmanns. Ein Essay. Stroemfeld Verlag, Frankfurt am Main 1991, ISBN 3-87877-379-X.
- Odila Triebel: Staatsgespenster. Fiktionen des Politischen bei E. T. A. Hoffmann. (= Literatur und Leben. N.F., 60). Böhlau, Köln u. a. 2003, ISBN 3-412-07802-6.
- Kenneth B. Woodgate: Das Phantastische bei E. T. A. Hoffmann. (= Helicon. 25). Lang, Frankfurt u. a. 1999, ISBN 3-631-34453-8.

### Rezeption
- Franz Fühmann: Ernst Theodor Amadeus Hoffmann, Rede in der Akademie der Künste der DDR, gehalten anläßlich des 200. Geburtstages von E.T.A. Hoffmann am 21. Januar 1976; abgedruckt in Sinn & Form 1976 (Heft 3).
- derselbe: Ernst Theodor Amadeus Hoffmann, ein Rundfunkvortrag, gehalten im Januar 1976; abgedruckt in Neue Deutsche Literatur 1976 (Heft 5).
- derselbe: Nachwort zu Klein Zaches genannt Zinnober, Leipzig (Insel Verlag 1978); Vorabdruck in Weimarer Beiträge 1978 (Heft 4).
- Theophile Gautier: Les contes de Hoffmann, Chronique de Paris, 14. August 1836, wikisource.
- Ronald Götting: E. T. A. Hoffmann und Italien. (= Europäische Hochschulschriften; Reihe 1, Deutsche Sprache und Literatur. 1347). Lang, Frankfurt am Main u. a. 1992, ISBN 3-631-45371-X.
- Andrea Hübener: Kreisler in Frankreich: E. T. A. Hoffmann und die französischen Romantiker (Gautier, Nerval, Balzac, Delacroix, Berlioz). Universitätsverlag Winter, Heidelberg 2004, ISBN 3-8253-1606-8.
- Ute Klein: Die produktive Rezeption E. T. A. Hoffmanns in Frankreich. (= Kölner Studien zur Literaturwissenschaft. 12). Lang, Frankfurt am Main u. a. 2000, ISBN 3-631-36535-7.
- Sigrid Kohlhof: Franz Fühmann und E. T. A. Hoffmann. Romantikrezeption und Kulturkritik in der DDR. (= Europäische Hochschulschriften. Reihe 1; Deutsche Sprache und Literatur. 1044). Lang, Frankfurt am Main u. a. 1988, ISBN 3-8204-0286-1.
- Volker Pietsch: Persönlichkeitsspaltung in Literatur und Film. Zur Konstruktion dissoziierter Identitäten in den Werken E. T. A. Hoffmanns und David Lynchs. Peter Lang, Frankfurt am Main 2008, ISBN 978-3-631-58268-8.
- Dirk Schmidt: Der Einfluß E. T. A. Hoffmanns auf das Schaffen Edgar Allan Poes. (= Edition Wissenschaft; Reihe vergleichende Literaturwissenschaft. 2). Tectum, Marburg 1996, ISBN 3-89608-592-1.
- Walter Scott: On the Supernatural in Fictitious Composition; and particularly on the works of Ernest Theodore William Hoffmann. 1827, In: Ioan Williams (Hrsg.): Walter Scott: On Novelists and Fiction. London 1968, S. 312–352 (zuerst in The Foreign Quarterly Review 1, 1827, S. 60–98).

### Belletristische Literatur über E. T. A. Hoffmann
- Alexandre Dumas der Ältere: La Femme au collier de velours. Le Constitutionnel, 22. September bis 27. Oktober 1849, deutsch zuletzt Die Dame mit dem Samthalsband. Eulenspiegel Verlag, Berlin 1990, ISBN 3-359-00368-3 (E. T. A. Hoffmann als Protagonist in einer romantischen Novelle).
- Rudolf Heubner: Der verhexte Genius. Grotesker Roman. Staackmann, Leipzig 1921 (Roman über E.T.A. Hoffmann in der Bamberger Zeit).
- Erich Schönebeck: Der gefährliche Floh. Eine Novelle um E. T. A. Hoffmanns letzte Tage. Verlag der Nation, Berlin 1953, DNB 454447442.
- Kai Meyer: Die Geisterseher. 1995, ISBN 3-404-14842-8 (E. T. A. Hoffmann in einem historischen Krimi in Warschau).
- Werner Bergengruen: E. T. A. Hoffmann. Peter Schifferli, Verlags AG „Die Arche“, Zürich 1960, DNB 450371492.
- Gerhard Mensching:   E. T. A. Hoffmanns Letzte Erzählung.  Roman. Haffmans Verlag, Zürich, 1989, ISBN 3-251-00147-7.
- Ronald Fricke: Hoffmanns letzte Erzählung. Roman. Rütten und Loening, Berlin 2000, ISBN 3-352-00561-3.
- Peter Härtling: Hoffmann oder Die vielfältige Liebe. Kiepenheuer & Witsch, Köln 2001.
- Dieter Hirschberg: Die schwarze Muse. Ein Fall für E. T. A. Hoffmann. Berlin 2004, ISBN 3-89809-027-2 (Der in die preußische Provinz strafversetzte Beamte E. T. A. Hoffmann ermittelt in diesem historischen Krimi in drei Mordfällen).
- Dieter Hirschberg: Tagebuch des Teufels. E. T. A. Hoffmann ermittelt weiter. Berlin 2005, ISBN 3-89809-500-2 (E. T. A. Hoffmann in einem historischen Krimi in Berlin).
- Dieter Hirschberg: Tödliche Loge. E. T. A. Hoffmann unter Verdacht. Berlin 2006, ISBN 3-89809-503-7 (E. T. A. Hoffmann in einem historischen Krimi in Berlin).
- Ralf Günther: Der Dieb von Dresden. Historischer Roman. List Verlag, Berlin 2008, ISBN 978-3-471-79555-2 (E. T. A. Hoffmann ermittelt während seiner Dresdner Zeit in einem Mord- und Spionagefall).
- Norbert Kron: Der Mann, der E. T. A. Hoffmann erfand. Roman einer Freundschaft. AphorismA Verlag, Berlin 2022.
- Klaus Günzel: Die letzte Nacht des Dichters E.T.A. Hoffmann. posthum herausgegeben von Uwe und Daniela Kahl, Oberlausitzer Verlag, Zittau 2022, ISBN 978-3-946795-64-3 (Erstveröffentlichung aus dem Nachlass).
- Sophie Reyer: Die Königsbraut und Das fremde Kind. Verlag Herder, Freiburg 2022, ISBN 978-3-451-03371-1 (Nacherzählungen).